# Liste der Kulturdenkmale in Jahnatal
In der Liste der Kulturdenkmale in Jahnatal sind die Kulturdenkmale der sächsischen Gemeinde Jahnatal verzeichnet, die bis Mai 2023 vom Landesamt für Denkmalpflege Sachsen erfasst wurden (ohne archäologische Kulturdenkmale). Die Anmerkungen sind zu beachten.
Diese Aufzählung ist eine Teilmenge der Liste der Kulturdenkmale im Landkreis Mittelsachsen.

## Auerschütz
| Bild                                    | Bezeichnung                     | Lage                             | Datierung    | Beschreibung | ID       |
| --------------------------------------- | ------------------------------- | -------------------------------- | ------------ | --- | -------- |
| Direkt Bild zu diesem Denkmal hochladen | Wohnstallhaus eines Bauernhofes | Auerschützer Straße 2, 4 (Karte) | 1836 datiert | Zeittypisches Bauernhaus in gutem Originalzustand von bau- und sozialgeschichtlichem Wert. Erdgeschoss massiv, Obergeschoss zum Teil Fachwerk (verputzt), Krüppelwalmdach (neu gedeckt), markanter Baukörper, originales Türgewände. | 09208453 |

## Auterwitz
| Bild                                    | Bezeichnung | Lage                   | Datierung | Beschreibung | ID       |
| --------------------------------------- | --- | ---------------------- | --- | --- | -------- |
| Direkt Bild zu diesem Denkmal hochladen | Wohnstallhaus, Scheune, Stallgebäude, Hofpflaster, Bauerngarten und Einfriedung eines ehemaligen Vierseithofes (heutige Bezeichnung „Ende-Hof“) | Auterwitz 6, 7 (Karte) | Bezeichnet mit 1810 (Wohnstallhaus); 1876 (Scheune); 2. Hälfte 19. Jahrhundert (Seitengebäude); 1938? (Toreinfahrt) | Intaktes Hofensemble mit gut erhaltenem Fachwerk-Wohnstallhaus, bemerkenswerte Türstöcke, Ensemble von bau- und heimatgeschichtlicher Bedeutung. Scheune: 38 × 17 m, Mauerstärke 80 cm, unter Einbeziehung älterer Bauteile des Vorgängerbaus, Mischmauerwerk, „wildes Bruchsteinmauerwerk“ mit Kellenabzugputz, Bruchstein ist Porphyrgestein des Leisniger Typs. Zwei Keller mit Ziegelkappengewölben im Reichsformat, zwei Durchfahrts-Tennen, zweiflüglige auf Rollen laufende Holztore, Tennen am Ziegelgepflasterte Fußböden, 27 Sparrenpaare, liegender Dachstuhl. | 09208934 |
|                                         | Wohnstallhaus, Torhaus, Scheune und Seitengebäude sowie Bauerngarten eines Vierseithofes (Matthes-Hof)                                          | Auterwitz 13 (Karte)   | Bezeichnet mit 1820 (Wohnstallhaus und Torhaus); 1878 (Scheune); 1908 (Seitengebäude)                               | Bemerkenswert intaktes Hofensemble mit sehr gut erhaltenen, landschaftstypischen Gebäuden, von großer regional- und baugeschichtlicher Bedeutung. Der Hof brannte 1820 ab. Anschließend wurden das Torhaus und das Wohnstallhaus neu aufgebaut. Hierauf verweisen auch die Schlusssteine der Tür- bzw. Torportale. Annähernd zeitgleich entstand offensichtlich auch das in der Lommatzscher Pflege als Kummethaus bezeichnete Pferdestallgebäude, welches den östlichen Hofabschluss bildet. Dieses Gebäude wurde jedoch nach einem Brand 1908 durch ein neues, nun massives Gebäude ersetzt. Die heutige Scheune entstand 1878. Im Jahr 1896 folgte eine Verlängerung des Wohnstallhauses. 1927 ließ der Eigentümer noch die heute das Wohnstallhaus wesentlich prägende Veranda zum Bauerngarten hin anbauen. Mit Ausnahme von Sanierungsmaßnahmen erfolgten an dem heute geschlossen erhaltenen Bauernhof keine wesentlichen, das Erscheinungsbild verändernden Baumaßnahmen. Das Wohnstallhaus sowie das Torhaus sind für das beginnende 19. Jahrhundert typische Wohn- und Wirtschaftsgebäude mit massiv ausgeführten Erdgeschossen und Fachwerk in den Obergeschossen. Bei beiden Gebäuden blieben originale Türportale und Torbögen aus Sandstein erhalten. Im Inneren des Wohnstallhauses finden wir noch bauzeitliche Türen und Bodenfliesen. Das Wohnhaus wird durch ein Satteldach abgeschlossen, das ebenfalls original erhaltene Torhaus durch ein Krüppelwalmdach mit prägenden Fledermausluken. Das Kummethaus und die Scheune wurden bereits nicht mehr als Fachwerkbauten ausgeführt. es handelt sich bei beiden Gebäuden um moderne Putzbauten, die in ihrer Größe und Ausführung den neuen landwirtschaftlichen Gegebenheiten besser entsprachen. Auch diese beiden Gebäude zeichnen sich durch einen sehr guten Originalzustand aus. Der Hof prägt maßgeblich das Dorfbild. Durch seine Authentizität kommt dem Hof ein hoher Aussagewert hinsichtlich des ländlichen Bauens im 19. Jahrhundert sowie der Wohn- und Wirtschaftsbedingungen im gleichen Zeitraum zu. Der Denkmalwert ergibt sich danach aus der baugeschichtlichen, regionalgeschichtlichen und ortsbildprägenden Bedeutung. | 09208936 |
| Direkt Bild zu diesem Denkmal hochladen | Wohnstallhaus und Seitengebäude eines Häusleranwesens                                                                                           | Auterwitz 14 (Karte)   | Um 1800 (Scheune); 1. Hälfte 19. Jahrhundert (Häusleranwesen)                                                       | Kleine ländliche Wohn- und Wirtschaftsgebäude in landschaftstypischer Fachwerkbauweise von bau- und heimatgeschichtlichem Wert. - Wohnstallhaus: Erdgeschoss massiv (breite Fenster), Obergeschoss Fachwerk, Giebelseite verbrettert - Seitengebäude: rückwärtiger Anbau, bauliche Einheit mit Wohnstallhaus, Erdgeschoss massiv, Obergeschoss Fachwerk - Scheune: Fachwerk, Giebelseite massiv Laut Literatur handelt es sich bei diesem Hof um einen Stellmacherhof. | 09208937 |
| Direkt Bild zu diesem Denkmal hochladen | Häuslerwohnhaus, Seitengebäude und Scheune eines Häusleranwesens (Stellmachers)                                                                 | Auterwitz 15 (Karte)   | Um 1800 | Bemerkenswert intakte Hofstruktur, landschaftstypische Gebäude in sehr gutem Originalzustand, bau- und heimatgeschichtlich von Bedeutung. Im Süden des Dorfes siedelten sich drei Stellmacher an. Hierbei handelt es sich offensichtlich um die Grundstücke Nummer 14 und 15. - Wohnstallhaus: Erdgeschoss massiv, Obergeschoss Fachwerk, Giebelseite verbrettert, Satteldach - Seitengebäude: Erdgeschoss massiv, Obergeschoss Fachwerk - Scheune: Fachwerk-Konstruktion, Satteldach - Scheune 2: Holzkonstruktion, erst nach 1938 erbaut, gehörte ursprünglich nicht zu Hofanlage, Streichung 2014 auf Grund geringen Denkmalwertes | 09208938 |
| Direkt Bild zu diesem Denkmal hochladen | Ehemaliges Wohnstallhaus, Hofpflasterung und Einfriedung eines ehemaligen Vierseithofes (Lindenhof, ehemals Heft-Hof)                           | Auterwitz 16 (Karte)   | Bezeichnet mit 1789                                                                                                 | Zeit- und landschaftstypische ländliche Wohn- und Wirtschaftsgebäude in Fachwerkbauweise in gutem Originalzustand, heimatgeschichtlich, baugeschichtlich und ortsbildprägend von Bedeutung. - Bauernhaus: Erdgeschoss massiv, Obergeschoss Fachwerk, Krüppelwalmdach, Hecht, Lastenaufzug, Fachwerk und gesamtes Haus nach 1993 saniert - alte Bruchsteinmauer: umfasst das Bauerngut zur Straßenseite hin - Ehemals denkmalgeschütztes Seitengebäude (zwischen 2017 und 2023 aus der Denkmalliste gestrichen): Erdgeschoss massiv (Bruchstein), Obergeschoss Fachwerk, Krüppelwalmdach, wissenschaftlich-dokumentarischer Wert | 09208935 |

## Baderitz
| Bild                                    | Bezeichnung | Lage                    | Datierung                           | Beschreibung                                                                | ID       |
| --------------------------------------- | --- | ----------------------- | ----------------------------------- | --------------------------------------------------------------------------- | -------- |
| Direkt Bild zu diesem Denkmal hochladen | Gasthof Schwarzer Bär | Am Doktorberg 5 (Karte) | Nach 1814 (Wiederaufbau nach Brand) | Als einziger ehemaliger Gasthof des Ortes von ortsgeschichtlicher Bedeutung | 09208918 |
| Weitere Bilder                          | Mühle, zeitweise wasserkraftbetriebenes Elektrizitätswerk, Seitengebäude und Scheune (volkstümlich „Mühle bei Winkler Blitz“) | Mühlweg 2 (Karte)       | Bezeichnet mit 1823                 | Gut erhaltener Mühlenkomplex von technik- und ortsgeschichtlicher Bedeutung | 09208920 |

### Ehemaliges Denkmal (Baderitz)
| Bild                                    | Bezeichnung | Lage             | Datierung           | Beschreibung | ID       |
| --------------------------------------- | ----------- | ---------------- | ------------------- | --- | -------- |
| Direkt Bild zu diesem Denkmal hochladen | Brücke      | Baderitz (Karte) | Bezeichnet mit 1848 | Zeugnis der Ortsgeschichte und der Verkehrsgeschichte, Bruchstein, Segmentbogen, hohe Wangen, Brücke überbrückt die Jahna, bezeichnet an eingebautem Stein. Um 1988 Sanierung, die Brücke stellt die Verbindung beider Teile des Ortes dar. Zwischen 2017 und 2023 aus der Denkmalliste gestrichen. | 09208921 |

## Beutig
| Bild                                    | Bezeichnung                  | Lage             | Datierung | Beschreibung | ID       |
| --------------------------------------- | ---------------------------- | ---------------- | --------- | --- | -------- |
| Direkt Bild zu diesem Denkmal hochladen | Herrenhaus eines Bauernhofes | Beutig 1 (Karte) | 1880      | Architektonisch anspruchsvoll gestaltetes herrschaftliches Wohnhaus eines großen Landwirtschaftsgutes der Lommatzscher Pflege von bau- und regionalgeschichtlicher Bedeutung. Eingeschossiger Massivbau, Satteldach mit Dacherker, Steingewände, Fensterverdachungen in Form von Klinkerbekrönungen, interessant gestalteter Giebel. | 09208467 |

## Binnewitz
| Bild | Bezeichnung                                                           | Lage                                 | Datierung                                                                 | Beschreibung | ID       |
| ---- | --------------------------------------------------------------------- | ------------------------------------ | ------------------------------------------------------------------------- | --- | -------- |
|      | Wohnstallhaus und Seitengebäude sowie Einfriedung eines Vierseithofes | Jahnaer Hauptstraße 18 (Karte)       | Bezeichnet mit 1845 (Wohnstallhaus); Ende 19. Jahrhundert (Seitengebäude) | Wohnstallhaus mit teilweise Fachwerk-Obergeschoss (zur Hofseite) und originalen Steinportalen, Seitengebäude mit Kumthalle. - Wohnstallhaus: Erdgeschoss massiv, zwei originale Steinportale, Obergeschoss Fachwerk (zur Hofseite), Krüppelwalmdach - Seitengebäude: massiv, zweibogige Kumthalle, Satteldach | 09208430 |
|      | Halbmeilenstein                                                       | Jahnaer Hauptstraße 18 (bei) (Karte) | 19. Jahrhundert                                                           | Königlich-Sächsischer Meilenstein, verkehrsgeschichtlich von Bedeutung. Die königlich-sächsischen Meilensteine waren Nachfolger der kursächsischen Postmeilensäulen. Am 1. September 1858 begann der Straßenbau-Ingenieur Wilke mit der Neuvermessung der Sächsischen Straßen. Diese Neuvermessung bildete die Grundlage für die Einführung des neuen Vermessungssystems. Dieses umfasste Stationssteine, Meilensteine, Halbmeilensteine, Abzweigsteine und Grenzübergangssteine. Die Stationssteine fanden am Anfang und Ende von Poststrecken Aufstellung. Auf ihnen waren die Namen und die Entfernung der an der Strecke liegenden Städte verzeichnet. Die Meilensteine standen unmittelbar an der Straße. Auf der einen Seite des Steins stand Name und Entfernung des Ausgangsortes und auf der anderen Name und Entfernung des Ortes am Ende der Poststrecke. Die Halbmeilensteine sollten den Streckenverlauf kennzeichnen. Beiderseits war eine Krone angebracht. eine Beschriftung war nicht üblich. Abzweigsteine standen an Abzweigungen von der Hauptroute und trugen in der Regel nur den Namen der nächsten Poststation ohne Entfernungsangabe. Auf den Grenzübergangssteinen war die Bezeichnung „Königreich Sachsen“ verzeichnet. Auf der anderen Seite enthielten diese Ortsnamen und Entfernungen. Zwischen Stationssteinen und Ganzmeilensteinen betrug der Abstand 1 Meile (das entspricht 7,5 km). Demnach bestand der Abstand zwischen Stationsstein und Halbmeilenstein und zwischen Halbmeilenstein und Ganzmeilenstein ½ Meile= 3,75 km. Seit 1875 galt im gesamten Deutschen Reich (also auch im Königreich Sachsen) das Meter als offizielles Längenmaß. Die Steine wurden aus diesem Grund vielfach auf das neue Maß umgeändert. Alle Steine wurden aus Sandstein hergestellt. | 09208429 |

## Clanzschwitz
| Bild                                    | Bezeichnung                            | Lage                                       | Datierung             | Beschreibung | ID       |
| --------------------------------------- | -------------------------------------- | ------------------------------------------ | --------------------- | --- | -------- |
| Direkt Bild zu diesem Denkmal hochladen | Häusleranwesen                         | Clanzschwitzer Unterdorf 3 (neben) (Karte) | Um 1840               | Weitgehend original erhalten, bildprägender Fachwerkbau. Erdgeschoss massiv, Obergeschoss Fachwerk, Satteldach – einseitig geschleppt, Giebelseiten massiv, möglicherweise originale Fenster, Steingewände im Erdgeschoss weitgehend original. Zweigeschossiger Fachwerkbau mit massivem Erdgeschoss. Dort Putzstruktur sowie Natursteineinfassungen der Fenster- und Türöffnungen erhalten. Obergeschoss an zugewandter Traufseite schlichte Fachwerkkonstruktion mit Eckstreben, beide Giebel massiv oder verputzt. Abschluss durch Satteldach. Das Haus gehört zu den wenigen noch weitgehend original erhaltenen ländlichen Anwesen aus dem 19. Jahrhundert im Ort. Es dokumentiert eindrucksvoll die Lebensverhältnisse sowie das Bauhandwerk seiner Entstehungszeit und erlangt hierdurch bau- und sozialgeschichtliche Bedeutung. | 09208471 |
| Direkt Bild zu diesem Denkmal hochladen | Scheune eines ehemaligen Vierseithofes | Clanzschwitzer Unterdorf 8 (Karte)         | Mitte 19. Jahrhundert | Landschaftsprägende Scheune in gutem Originalzustand von baugeschichtlichem Wert. Eingeschossig mit Drempel, Krüppelwalmdach, drei Einfahrten, Bruchstein, Dachreiter. Breitlagernder Bruchsteinbau mit Drempel, abgeschlossen durch flachgeneigtes Krüppelwalmdach, welches von einem niedrigen, turmartig ausgebildeten Dachreiter bekrönt wird. Die Hofseite wird geprägt von drei großen Holztoren, welche oben im Segmentbogen abschließen. Die anderen noch vorhandenen Gebäude des Hofes wurden stärker überformt, so dass diese nicht denkmalwürdig sind. Die Scheune ist für ihre Entstehungszeit und für den Landschaftsraum typisch. Durch ihren guten Originalzustand zeichnet sie sich vor zahlreichen zeitgleich entstandenen Wohn- und Wirtschaftsgebäude in den umgebenden Dörfern aus, die mehr oder weniger baulich verändert wurden bzw. im Verfall begriffen sind. Damit kommt diesem Wirtschaftsgebäude ein großer Zeugniswert für die Bau- und Wirtschaftsweise jener Zeit zu. Der Denkmalwert ergibt sich also aus der bau- und sozialgeschichtlichen Bedeutung der Scheune. | 09208470 |

## Delmschütz
| Bild                                    | Bezeichnung                                                                 | Lage                               | Datierung                                                                                           | Beschreibung | ID       |
| --------------------------------------- | --------------------------------------------------------------------------- | ---------------------------------- | --------------------------------------------------------------------------------------------------- | --- | -------- |
| Direkt Bild zu diesem Denkmal hochladen | Wohnhaus, Stall, Scheune, Seitengebäude und Hofpflaster eines Vierseithofes | Delmschützer Straße 9 (Karte)      | Um 1800 (Seitengebäude); bezeichnet mit 1880 (Bauernhaus); Ende 19. Jahrhundert (Scheune und Stall) | Großer, prächtiger Gutshof mit intakter Hofstruktur, Gebäude in gutem Originalzustand. - Wohnhaus: zweigeschossiger Putzbau mit gründerzeitlicher Gestaltung, Gebäude ist saniert - Scheune: massiv, Walmdach, saniert - Seitengebäude: vermutlich ehemaliges Wohnstallhaus, zweigeschossig, massiv, Schopfwalmdach, originale Türstöcke aus Sandstein - Stall: mit dreibogiger Kumthalle, Mittelrisalit, Dachreiter, Gebäude ist saniert | 09208450 |
| Direkt Bild zu diesem Denkmal hochladen | Wohnstallhaus eines Vierseithofes                                           | Delmschützer Straße 14, 15 (Karte) | Bezeichnet mit 1809                                                                                 | In seiner Originalsubstanz sehr gut erhaltenes Wohnstallhaus in landschaftstypischer Holzbauweise. Erdgeschoss massiv, Obergeschoss Fachwerk, Giebelseite massiv, originale Sandstein-Türgewände, Krüppelwalmdach. | 09208452 |

## Döhlen
| Bild                                    | Bezeichnung                                                                | Lage                   | Datierung                       | Beschreibung | ID       |
| --------------------------------------- | -------------------------------------------------------------------------- | ---------------------- | ------------------------------- | --- | -------- |
|                                         | Wegestein                                                                  | (Flurstück 12) (Karte) | 19. Jahrhundert                 | Verkehrsgeschichtliches Zeugnis, Wegestein am Kreuzungspunkt zweier Feldwege | 09208449 |
| Direkt Bild zu diesem Denkmal hochladen | Wohnstallhaus, Scheune, Stallgebäude und Seitengebäude eines Vierseithofes | Döhlen 2 (Karte)       | Letztes Viertel 19. Jahrhundert | Intakte Hofstruktur, zeittypische Volksarchitektur in weitgehend originalem Zustand. - Wohnstallhaus: zweigeschossig mit Drempel, massiv - Seitengebäude: Stall überformt, aber wichtig für die Hofstruktur - Scheune: Fachwerk, Satteldach - Stallgebäude: zweigeschossig, massiv, Satteldach, dreibogige Kumthalle, Bruchsteinmauerwerk | 09208501 |

## Dürrweitzschen
| Bild           | Bezeichnung                    | Lage                                                        | Datierung                 | Beschreibung | ID       |
| -------------- | ------------------------------ | ----------------------------------------------------------- | ------------------------- | --- | -------- |
| Weitere Bilder | Ganzmeilenstein (umgearbeitet) | (Straße zwischen Meila und Dreißig, Flurstück 55/1) (Karte) | 19. Jahrhundert           | Königlich-Sächsischer Meilenstein, von verkehrsgeschichtlicher Bedeutung. Sandstein, oben abgerundet, ca. 200 m vor Meila aus Richtung Lüttewitz kommend, 1854/60, schlechter Zustand, Schiefstand, gusseiserne Krone fehlt, durch teilweises Überputzen Schrift verdeckt. Die königlich-sächsischen Meilensteine waren Nachfolger der kursächsischen Postmeilensäulen. Am 1. September 1858 begann der Straßenbau-Ingenieur Wilke mit der Neuvermessung der Sächsischen Straßen. Diese Neuvermessung bildete die Grundlage für die Einführung des neuen Vermessungssystems. Dieses umfasste Stationssteine, Meilensteine, Halbmeilensteine, Abzweigsteine und Grenzübergangssteine. Die Stationssteine fanden am Anfang und Ende von Poststrecken Aufstellung. Auf ihnen waren die Namen und die Entfernung der an der Strecke liegenden Städte verzeichnet. Die Meilensteine standen unmittelbar an der Straße. Auf der einen Seite des Steins stand Name und Entfernung des Ausgangsortes und auf der anderen Name und Entfernung des Ortes am Ende der Poststrecke. Die Halbmeilensteine sollten den Streckenverlauf kennzeichnen. Beiderseits war eine Krone angebracht. eine Beschriftung war nicht üblich. Abzweigsteine standen an Abzweigungen von der Hauptroute und trugen in der Regel nur den Namen der nächsten Poststation ohne Entfernungsangabe. Auf den Grenzübergangssteinen war die Bezeichnung „Königreich Sachsen“ verzeichnet. Auf der anderen Seite enthielten diese Ortsnamen und Entfernungen. Zwischen Stationssteinen und Ganzmeilensteinen betrug der Abstand 1 Meile (das entspricht 7,5 km). Demnach bestand der Abstand zwischen Stationsstein und Halbmeilenstein und zwischen Halbmeilenstein und Ganzmeilenstein ½ Meile= 3,75 km. Seit 1875 galt im gesamten Deutschen Reich (also auch im Königreich Sachsen) der Meter als offizielles Längenmaß. Die Steine wurden aus diesem Grund vielfach auf das neue Maß umgeändert. Alle Steine wurden aus Sandstein hergestellt. | 09208939 |
| Weitere Bilder | Häusleranwesen                 | Dorfstraße 5 (Karte)                                        | 1. Hälfte 19. Jahrhundert | Ländliches Wohnhaus mit intaktem, bildprägendem Fachwerk-Obergeschoss, baugeschichtlich von Bedeutung. Erdgeschoss massiv und gedämmt (2014), Obergeschoss Fachwerk, Satteldach, Giebelseiten massiv. | 09208905 |

## Glaucha
| Bild                                    | Bezeichnung                                                     | Lage                         | Datierung                 | Beschreibung | ID       |
| --------------------------------------- | --------------------------------------------------------------- | ---------------------------- | ------------------------- | --- | -------- |
| Direkt Bild zu diesem Denkmal hochladen | Wohnstallhaus und Seitengebäude mit Kumthalle eines Bauernhofes | Schweimnitzer Weg 12 (Karte) | Mitte 19. Jahrhundert     | Zeittypische Gebäude in weitgehend originalem Zustand, prächtige dreibogige Kumthalle, heimat- und baugeschichtlich von Bedeutung. - Wohnstallhaus: Erdgeschoss massiv, mit Überformungen, Längsseiten im Obergeschoss Fachwerk, Giebelseite massiv, Krüppelwalmdach, Haus saniert, Obergeschoss gedämmt, Fachwerk imitiert - Seitengebäude, ehemaliger Pferdestall: Erdgeschoss massiv, dreibogige Kumthalle, originaler Türstock, Obergeschoss Fachwerk (verkleidet) | 09208928 |
| Direkt Bild zu diesem Denkmal hochladen | Gasthof mit allen Erweiterungsbauten                            | Schweimnitzer Weg 19 (Karte) | 1. Hälfte 19. Jahrhundert | Dominante, das Landschaftsbild prägende Gebäudegruppe in gutem Originalzustand mit singulären Baudetails von regional- und baugeschichtlicher Bedeutung. Erdgeschoss massiv, Obergeschoss in Teilen Fachwerk, Saalanbau massiv zweigeschossig mit großen Bögen im Erdgeschoss (singuläre Bauweise), eingeschossiger Anbau. | 09208929 |

## Goselitz
| Bild                                    | Bezeichnung                              | Lage                       | Datierung                                                             | Beschreibung | ID       |
| --------------------------------------- | ---------------------------------------- | -------------------------- | --------------------------------------------------------------------- | --- | -------- |
| Direkt Bild zu diesem Denkmal hochladen | Seitengebäude eines ehemaligen Gasthofes | Riesaer Straße 35 (Karte)  | 19. Jahrhundert                                                       | Heute Wohnhaus, Gasthof wurde abgebrochen, bildprägender Fachwerk-Bau, von ortshistorischer Bedeutung. - Seitengebäude: Erdgeschoss massiv, Obergeschoss Fachwerk, Giebelseiten massiv, Satteldach, neuer giebelseitiger Anbau in Ziegelmauerwerk, geringer Denkmalwert - Gasthof (Abbruch zwischen 2009 und 2013): Erdgeschoss massiv, Obergeschoss Fachwerk (verputzt), Giebelseiten massiv                                                                         | 09208924 |
| Direkt Bild zu diesem Denkmal hochladen | Wohnhaus und Scheune eines Dreiseithofes | Riesaer Straße 41 (Karte)  | 18. Jahrhundert (Scheune); 2. Viertel 19. Jahrhundert (Wohnstallhaus) | Intaktes Hofensemble mit original erhaltenen landschaftstypischen Gebäuden von heimatgeschichtlichem und ortsbildprägendem Wert. - Wohnstallhaus: zweigeschossig, massiv, Krüppelwalmdach, Wand-Öffnungsverhältnis intakt, Fenstergewände und alte Winterfenster erhalten, sehr guter Originalzustand, denkmalgerecht saniert vor 2014 - Scheune: eingeschossig, Fachwerk, historisches Mitteldrehflügelfenster erhalten, Satteldach, vor 2014 denkmalgerecht saniert | 09208923 |
| Direkt Bild zu diesem Denkmal hochladen | Brücke über den Mühlgraben               | Zur Mühle 10 (vor) (Karte) | 19. Jahrhundert                                                       | Als bauliches Zeugnis des historischen Mühlenstandortes von ortsgeschichtlicher Bedeutung. Einjochige Bogenbrücke aus Bruchstein, eine Wange ist erhalten, Zufahrt zur Mühle, Brücke überspannt den Mühlgraben. | 09208922 |

## Jahna
| Bild                                    | Bezeichnung                                                                                       | Lage                        | Datierung | Beschreibung | ID       |
| --------------------------------------- | ------------------------------------------------------------------------------------------------- | --------------------------- | --- | --- | -------- |
|                                         | Wohnstallhaus, Scheune und Seitengebäude eines Dreiseithofes (ehemalige Getreidemühle)            | An der Mühle 1 (Karte)      | Um 1800 | Prächtig erhaltene Fachwerkgebäude, intakte Hofstruktur, bildprägend, als ehemalige Mühle von technikgeschichtlicher Bedeutung. - Wohnstallhaus: Zweigeschossig, Erdgeschoss massiv, Obergeschoss Fachwerk, Krüppelwalmdach - Scheune: Fachwerk (verkleidet), Krüppelwalmdach - Seitengebäude: massiv, Satteldach, zweigeschossig, 1469 erstmals urkundl. erwähnt, Baubestand 18./19. Jahrhundert, das urspr. Wasserrad hatte ehem. einen Durchmesser von 11 m, urspr. ein Mahlgang mit Steinen und Walzenstühlen. | 09208420 |
|                                         | Brücke                                                                                            | Goldhausener Straße (Karte) | 19. Jahrhundert (Bezeichnung unleserlich)                                                                                | Zeugnis der ursprünglichen Dorfstruktur, Brücke über die Jahna von ortsgeschichtlichem Wert. Steinerne Bogenbrücke, Geländer und Fahrbahndecke erneuert. | 09208424 |
| Direkt Bild zu diesem Denkmal hochladen | Häuslerhaus                                                                                       | Jahnatalweg 6 (Karte)       | 1. Hälfte 19. Jahrhundert                                                                                                | Zeittypisches Wohnhaus mit intaktem Fachwerk-Obergeschoss, bildprägend. Erdgeschoss massiv, Giebelseiten massiv, Erdgeschoss überformt. | 09208419 |
|                                         | Kriegerdenkmal für die Gefallenen des Ersten Weltkrieges                                          | Kirchgasse (Karte)          | 1921–1922 | Von ortsgeschichtlicher Bedeutung. Am 15. Januar 1922 geweiht als Kriegerdenkmal zur Erinnerung an die im Ersten Weltkrieg gefallenen Gemeindemitglieder aus Jahna, Pulsnitz, Goldhausen. Säule auf quadratischer Grundfläche aus Beuchaer Granit auf dreifach gestuftem Sockel, Gesamthöhe etwa 4 m mit mehreren Inschriften (u. a. „Unseren Gefallenen“, „Siehe, wir preisen selig, die erduldet haben.“ und Namen der Gefallenen). Als Erinnerungsmal von ortsgeschichtlicher Bedeutung. (LfD/2013) | 09208417 |
| Weitere Bilder                          | St. Gotthardtkirche mit Ausstattung sowie Reste der Einfriedungsmauer des Kirchhofs               | Kirchgasse (Karte)          | Bezeichnet mit 1610 (Kirche); Anfang 16. Jahrhundert (Kruzifix); 17. Jahrhundert (Altarbild); 1794 (Taufe); 1882 (Orgel) | Ortsbild- und landschaftsprägender Bau, bau- und kirchengeschichtlich wertvoll. „Evangelische Pfarrkirche St. Gotthard. Reich ausgestattete spätgotische Saalkirche von 1534 (Bauinschrift), eine geplante Wölbung nicht ausgeführt. Vom 17. bis zum 19. Jahrhundert zahlreiche Veränderungen im Innenraum. Restaurierung 1938/39 (innen) und 1986/87 (außen). Verputzter Bruchsteinbau mit eingezogenem Chor und 3/8-Schluss, Strebepfeiler. Spitzbogenfenster mit tiefen Laibungen, zum Teil nachträglich verändert. An der Chornordseite Sakristei. Der stark nach Westen geneigte Westturm mit Spitzbogenfenstern im Erdgeschoss, der Dachreiter von 1795. Portal mit geradem Sturz an der Südseite, bezeichnet mit 1610. Eingangsbau an der Nordseite, darin Rundbogenportal mit Stabwerküberschneidungen, die Tür mit feingliedriger Biedermeierornamentik, wohl 1833. Das Innere von zahlreichen Veränderungen und Ergänzungen durch Stiftungen des Adels geprägt. In Saal und Chor künstlerisch bedeutende Felderdecke von 1676: von Akanthusranken umgebene Darstellungen der Apostel und Propheten, in Medaillons Szenen aus dem Alten und Neuen Testamentsowie Embleme, von Johann Simon Lucas aus Dresden, 1679. Umlaufende Emporen aus unterschiedlichen Zeiten: die ältesten sind wohl die schlichten unteren Emporen an der Nord- und Südseite, darüber an der Südseite zweites Emporengeschoss, getragen von einfachen toskanischen Holzsäulen, mit durchbrochenen Schiebefenstern und bäuerlichen Brüstungsmalereien (Engel), 1701. An der Nordseite zweites Emporengeschoss von 1719, getragen von ionischen Holzsäulen, die Brüstungsfelder mit qualitätvoller Bemalung: ornamentale Verzierungen, dazwischen Darstellung der Geburt und Grablegung Christi. Orgelempore mit schlichter Brüstung im Westen von 1882, im Chor verglaste Logen an der Nord- und Südwand von 1740/50, die Empore an der Ostseite von 1801. Zur Sakristei spitzbogige Pforte mit verschränktem Stabwerk und originalen Eisenbeschlägen, wohl vor 1430. Im Innern Kreuzgratgewölbe und Reste von Wandmalerei Mitte 15. Jahrhundert. Schlichter barocker Altar, zwischen kannelierten Pilastern Altarbild mit Darstellung der Auferstehung, 17. Jahrhundert. Die Kanzel in Neurenaissanceformen von 1886. In den Brüstungsfeldern gemalte Bildnisse der Evangelisten, Paulus, Johannes dem Täufer und Moses. Auf dem Schalldeckel Posaunenengel, 17. Jahrhundert. Vasenförmige Taufe aus Sandstein von 1794. Lebensgroßer Kruzifix, Anfang 16. Jahrhundert. In den Chorfenstern Reste spätgotischer Glasmalereien mit Darstellung des hl. Sebastian, Maria mit dem Kind, der Gekreuzigte mit Johannes dem Täufer (Maria fehlt), Godehard mit Kirchenmodell, Anna Selbdritt und Papst Leo. Die Orgel mit neugotischen Prospekt, von Franz Emil Keller aus Ostrau, 1882.“ | 09208416 |
| Direkt Bild zu diesem Denkmal hochladen | Häuslerhaus                                                                                       | Kirchgasse 6 (Karte)        | Um 1800 | Original erhaltener Fachwerk-Bau, bildprägend von bau- und sozialgeschichtlichem Wert. Erdgeschoss massiv, Obergeschoss Fachwerk, Satteldach, Rückseite durch Anbau entstellt. | 09208428 |
| Direkt Bild zu diesem Denkmal hochladen | Schlussstein                                                                                      | Kirchgasse 8 (Karte)        | Bezeichnet mit 1853 | Baugeschichtlich wertvoller Schlussstein. Rechteckige Platte, Wappenrelief, Jahreszahl. | 09208418 |
| Direkt Bild zu diesem Denkmal hochladen | Friedhof Jahna (Sachgesamtheit)                                                                   | Salbitzer Straße (Karte)    | Vor 1599 | Sachgesamtheit Friedhof Jahna: Friedhof (Gartendenkmal) mit den Einzeldenkmalen Friedhofsmauer, Erbbegräbnissen und Parentationshalle (09208425); gartenarchitektonisch und geschichtlich bedeutende Friedhofsanlage mit altem Baumbestand und zahlreichen kunsthistorisch wertvolle Grabstätten. Zahlreiche wertvolle Grabmäler, z. B. der Familie Eulitz (um 1840), Familie Richter (Gutsbesitzer zu Jahna, Ende 19. Jahrhundert). | 09303807 |
| Direkt Bild zu diesem Denkmal hochladen | Erbbegräbnisse und Grufthaus sowie Einfriedungsmauer (Einzeldenkmale der Sachgesamtheit 09303807) | Salbitzer Straße (Karte)    | Um 1840 (Erbbegräbnis Familie Eulitz)                                                                                    | Einzeldenkmale der Sachgesamtheit Friedhof Jahna; kunst- und regionalhistorisch bedeutende Grabmale vorwiegend aus dem 18. und 19. Jahrhundert in sehr gutem Originalzustand, kaum im ländlichen Kontext in dieser Qualität und Quantität in Sachsen anzutreffen | 09208425 |
| Direkt Bild zu diesem Denkmal hochladen | Häuslerhaus                                                                                       | Salbitzer Straße 2 (Karte)  | Um 1820 | Ortsbildprägender Fachwerk-Bau in gutem Originalzustand von bau- und sozialgeschichtlichem Wert. Erdgeschoss massiv, Obergeschoss Fachwerk, eine Giebelseite massiv, eine Fachwerk, Krüppelwalmdach. | 09208426 |

## Kattnitz
| Bild           | Bezeichnung | Lage                   | Datierung       | Beschreibung | ID       |
| -------------- | ----------- | ---------------------- | --------------- | --- | -------- |
| Weitere Bilder | Brücke      | Goldbergstraße (Karte) | 19. Jahrhundert | Bruchsteinerne Bogenbrücke, dokumentiert alte Dorfstruktur, weitgehend original erhalten. Einbogige Bruchsteinbrücke, Überführung eines Feldweges über den Dorfbach, vermutlich im 19. Jahrhundert erbaut. Typisches ländliches Brückenbauwerk, durch welches die Hofzufahrten bzw. Zufahrten zu den Feldern gewährt wurden. Neben anderen Kleinbauwerken im Dorf verdeutlichen diese kleinen Brückenbauwerken die Dorfstruktur äußerst anschaulich, so dass diesen eine ortsgeschichtliche Bedeutung zukommt. | 09208444 |

## Kiebitz
| Bild                                    | Bezeichnung | Lage                            | Datierung | Beschreibung | ID       |
| --------------------------------------- | --- | ------------------------------- | --- | --- | -------- |
| Weitere Bilder                          | Dorfkirche und Kirchhof Kiebitz (Sachgesamtheit) | An der kleinen Jahna (Karte)    | 1673–1674 (Kirche) | Sachgesamtheit Dorfkirche Kiebitz und Kirchhof mit den Einzeldenkmalen: Kirche, Einfriedungsmauer, zwei Grabmale für Familie Runge und Familie Trebst, Kriegerdenkmal für die Gefallenen des Ersten Weltkrieges sowie Gedenkstein für die Aufstellung der „Jubiläumslinde“ (09208506); von ortsgeschichtlicher bzw. baugeschichtlicher und ortsbildprägender Bedeutung | 09303787 |
| Weitere Bilder                          | Kirche mit Ausstattung, Einfriedungsmauer, zwei Grabmale für Familie Runge und Familie Trebst, Kriegerdenkmal für die Gefallenen des Ersten Weltkrieges sowie Gedenkstein für die Aufstellung der „Jubiläumslinde“ (Einzeldenkmale der Sachgesamtheit 09303787) | An der kleinen Jahna (Karte)    | 1673–1674 (Kirche); Ende 17. Jahrhundert (Christusfigur); 1730 (Empore); 1888 (Orgel); bezeichnet mit 1900 (Kirchenfenster) | Einzeldenkmale der Sachgesamtheit Dorfkirche und Kirchhof Kiebitz; barocke Saalkirche von dorfbildprägender Wirkung, von ortshistorischer Bedeutung. - Kirche (Quelle: Dehio Sachsen II, München 1998, S. 422): Barocke Saalkirche, 1673/74 von Maurermeister Andreas Klengel aus Dresden errichtet. Verputzter Bruchsteinbau, der eingezogene Chor mit polygonalem Schluss, Dachreiter. An der Chornordseite Sakristei. Das Innere geprägt durch die Ausstattung aus der Erbauungszeit. Reich bemalte, gut erhaltene Felderdecke im Saal mit Szenen aus dem Alten und dem Neuen Testament, im unteren Bildfeld jeweils Nennung des Stifters. Die zum Teil vielfigurigen Bilder in bäuerlicher, stark farbiger Ausführung. Emporen an drei Seiten von 1730, die westliche weit in den Raum vorgezogen. Der Chor mit Gratgewölbe. Zur Sakristei profiliertes Spitzbogenportal, auf der Tür gemalte lebensgroße Christusfigur, Ende 17. Jahrhundert. Hölzerner Altar: in der Predella Relief des Abendmahles, im Zentrum zwischen zwei gedrehten Kompositsäulen mit Weinlaub Ecce-homo-Figur, seitlich Moses und Johannes d. Täufer. Über dem verkröpften Gesims im Auszug Medaillon mit Relief der Grablegung, daneben Darstellung von Christus in Gethsemane und der Kreuzigung. Kanzel auf gedrehter Säule, am Korb zwischen gedrehten Dreiviertelsäulchen gemalte Darstellung der Apostel. Im Chor Farbglasfenster von M. Franke, bezeichnet mit 1900, mit Darstellung der Geburt Christi, Christus und zwei Apostel sowie Christus im Weinberg. Orgel mit neugotischem Prospekt von Frank Emil Keller 1888, davor zwei Porphyrsäulen. - Kriegerdenkmal: Das Kriegerdenkmal für Gefallene des Ersten Weltkrieges bildet das Portal zum Kirchhof. Steinplatten enthalten die Namen der Gefallenen. - Grabmale und Gedenkstein: - Erbbegräbnis Familie Runge, um 1930 - Erbbegräbnis Familie Otto Walther Trebst, verst. 1917 - Gedenkstein an die Aufstellung der „Jubiläumslinde“ anlässlich des 300jährigen Jubiläums des Augsburger Religionsfriedens, 1855 Bedeutsame Denkmale der Ortsgeschichte. Die Kirche erlangt zudem eine baukünstlerische Bedeutung. | 09208506 |
| Direkt Bild zu diesem Denkmal hochladen | Transformatorenturm, mit Keller im Kellergeschoss | An der kleinen Jahna (Karte)    | 1920er Jahre | Markanter Trafoturm, selten in seiner Gestaltung von großem bau- sowie ortsgeschichtlichen Wert. Am Hang stehender Trafoturm, vermutlich in den 1920er Jahren erbaut. Durch die Hanglage Kellergeschoss, vermutlich Bruchsteinmauerwerk verputzt mit ebenerdiger Tür und kleinem Fenster neben dieser. Eventuell zweigeschossig (nach Anordnung der Fensteröffnungen zu urteilen). Ziegelmauerwerk verputzt mit quadratischen Fensteröffnungen, gemauerten Lisenen, ansonsten schmucklos. Abgeschlossen durch ein flachgeneigtes Pyramidendach mit Biberschwanzdoppeldeckung. Heute nicht mehr im Gebrauch (außer der Keller). Als Zeugnis der Elektrifizierung des Dorfes Kiebitz erlangt dieses Standardbauwerk ortsgeschichtliche Bedeutung. | 09304162 |
| Direkt Bild zu diesem Denkmal hochladen | Gasthof | An der kleinen Jahna 22 (Karte) | Bezeichnet mit 1855 | Bildprägend im Dorfkern gelegen, von orts- und baugeschichtlicher Bedeutung. Dorfgasthof ohne Anbauten, laut Inschrift 1855 erbaut. Für seine Bauzeit typischer Massivbau. Zweigeschossiger verputzter Ziegelbau, traufseitig erschlossen, abgeschlossen durch ein flachgeneigtes Satteldach. Über das Gaststättentür Gebälk mit Inschrift. Im Erdgeschoss vermutlich Einbau eines kleinen Ladens. Die Gliederung des Baus erfolgt durch ein schlichtes Natursteingesims, einfache Fenstergewände und ein Kranzgesims aus Naturstein. Wichtig für das Erscheinungsbild sind die kleinteiligen Fenster sowie die originale Haustür, eine zweiflüglige Füllungstür mit schmalem Oberlicht. Der traditionelle Bau dokumentiert auf Grund des guten Originalzustandes das Bauhandwerk seiner Entstehungszeit und erlangt somit eine baugeschichtliche Bedeutung. Die langjährige Nutzungsgeschichte begründet den ortsgeschichtlichen Wert. | 09208511 |
| Direkt Bild zu diesem Denkmal hochladen | Ehemalige Schule, heute Kindergarten | An der kleinen Jahna 24 (Karte) | Bezeichnet mit 1894 | Typisches Dorfschulgebäude der Zeit um 1900 von bau- und ortsgeschichtlichem Wert. Am Mittelrisalit auf Sandsteinplatte bezeichnet mit 1894. Der Bau der Dorfschule hatte damals 33 000 Mark gekostet. Symmetrisch gestaltetes Gebäude in Klinkermischbauweise. Zweigeschossig, jeweils vierachsig beiderseits des Mittelrisalites. Dort Haupteingang, von roten Klinkern eingefasst, darüber Zwillingsfenster. Über den Fenstern große Sandsteinplatte mit Angabe des Baudatums. Der Mittelrisalit endet in einem hohen Dachhaus, welches flankiert wird von Klinkerlisenen, die bekrönt werden durch kleine Natursteinobelisken. Im Giebel ebenfalls große Sandsteinplatte, allerdings blieben die Ornamente oder Beschriftungen nicht erhalten. Die Fassade der seitlichen Gebäudeflügel ist ähnlich gestaltet wie der Mittelrisalit. Die Fenster wurden ebenfalls durch rote Klinker eingefasst. Eine waagerechte Gliederung erfolgt durch Gesimse aus roten Klinkern, teils Friese (Konsolfries bzw. „Deutsches Band“). Das Gebäude wird durch ein flachgeneigtes Satteldach abgeschlossen. Das Dorfschulhaus entsprach den Anforderungen, die man um 1900 an Schulhäuser stellte. Es gewährte gute hygienische Bedingungen, die Lichtverhältnisse waren optimal und die Verkehrswege der Zahl der Schüler angepasst. Als erstem modernem Schulbau des Dorfes kommt diesem Gebäude eine große ortsgeschichtliche Bedeutung zu. Zugleich erlangt das Schulhaus auch baugeschichtliche Bedeutung auf Grund seiner typischen Gestaltung und seines sehr guten Originalzustandes. | 09304163 |
|                                         | Ehemalige Schule | An der kleinen Jahna 25 (Karte) | Bezeichnet mit 1817 | Obergeschoss Fachwerk, von orts- und baugeschichtlicher Bedeutung. 1817 laut Inschrift erbaut. Ursprünglich Kirchschule für sechs Klassen. Drei Lehrer unterrichteten zeitweise in diesem Gebäude. Zweigeschossiger Massivbau, verputzt. Abgewandte Traufseite mit Fachwerk im Obergeschoss. Originale Steingewände, Sandsteinportal mit Schlussstein: geohrt, profiliert mit der Inschrift „Wohlthätig wie der Sonne Licht sei auch der Jungen Unterricht.“ Abschluss durch Krüppelwalmdach. In sehr gutem Originalzustand. Aufgrund seiner Nutzung als Dorfschule von großer ortsgeschichtlicher Bedeutung. Das Gebäude prägt gemeinsam mit der benachbarten Kirche maßgeblich das Ortsbild. Besonders durch seine Authentizität erlangt dieser ländliche Schulbau auch baugeschichtliche Bedeutung. | 09208507 |
| Weitere Bilder                          | Herrenhaus, Seitengebäude und Torhaus des ehemaligen Rittergutes mit Resten des Gutsparkes (Gut Zeitschel) | An der kleinen Jahna 27 (Karte) | 1662 Dendro (Herrenhaus); bezeichnet mit 1848 (Torhaus)                                                                     | Wichtiges Zeugnis der Regionalgeschichte, baugeschichtlich, ortsgeschichtlich und ortsbildprägend von Bedeutung. Wohnhaus: im Inneren Kreuzgratgewölbe, Torhaus weitgehend original. | 09208509 |
| Direkt Bild zu diesem Denkmal hochladen | Häuslerhaus | An der kleinen Jahna 28 (Karte) | 1. Hälfte 19. Jahrhundert                                                                                                   | In bildprägender Lage an der Dorfstraße stehendes Fachwerkhaus. Kleiner ortsbildprägender Fachwerkbau mit massivem Erdgeschoss, möglicherweise massiv unterfahren. Das Fachwerk des Obergeschosses ist typisch für das beginnende 19. Jahrhundert in diesem Landschaftsraum – eine schlichte zweiriegelige Konstruktion mit Eckstreben, alle Holzverbindungen gezapft. Abschluss des Hauses durch ein Satteldach, welches auf Grund eines traufseitigen Schuppenanbaus abgeschleppt ist. Bedingt durch die Authentizität und besonders typische Ausprägung wird dieses Gebäude zum Zeitdokument ländlichen Bauens und Lebens und erlangt somit einen bau- und sozialgeschichtlichen Wert. Wie eingangs gesagt, ergibt sich der Denkmalwert auch aus der ortsbildprägende Bedeutung des Hauses. | 09208508 |
| Direkt Bild zu diesem Denkmal hochladen | Pfarrhaus und Einfriedungsmauer | An der kleinen Jahna 31 (Karte) | 1714 | Bildprägender Bau, ortsgeschichtlich bedeutsam. Dreigeschossig, Erdgeschoss und erstes Obergeschoss aus Bruchsteinen, zweites Obergeschoss aus Ziegel und rückwärtig Fachwerk, Krüppelwalmdach mit Fledermausgauben. 1714 als Pfarrhaus erbaut, 1823 um ein Stockwerk erhöht, weil das Erdgeschoss nicht bewohnbar war. Seitdem ist das Gebäude dreigeschossig, was für ländliche Wohn- und Pfarrhäuser äußerst ungewöhnlich ist. 1880 wurde das Pfarramt erneut erweitert. Die ursprünglich zum Pfarrhaus gehörenden Wirtschaftsgebäude wurden, seitdem das Gut verpachtet bzw. verkauft wurde, nach und nach abgebrochen. Lediglich eine Bruchsteinmauer blieb erhalten, die als Bestandteil des alten Pfarrhofes ebenfalls denkmalwürdig ist. Das erhalten gebliebene ehemalige Pfarrhaus beeindruckt durch seine ungewöhnliche Größe, aber auch durch seinen guten bauzeitlichen Bestand. Im Erdgeschoss blieben sogar Fenster und die Haustür aus der Erbauungszeit erhalten. Der Putzbau ist schlicht und weist keinerlei Zierrat auf. Abgeschlossen wird das Gebäude durch ein Krüppelwalmdach mit zweireihig angeordneten Fledermausgauben. Im Inneren blieben die Raumstrukturen und beispielsweise Kreuzgratgewölbe erhalten. Zum einen zeichnet sich dieses Gebäude, wie oben schon gesagt, durch seinen hervorragenden Originalzustand, zum anderen durch seine singuläre Größe aus. Damit wird die baugeschichtliche Bedeutung begründet. Gleichzeitig kommt dem Haus auch eine große ortsgeschichtliche Bedeutung bedingt durch seine Funktion als Pfarrhaus zu. Zusammenfassend kann man sagen, dass der Denkmalwert des alten Pfarrhauses sich aus der orts- und baugeschichtlichen sowie ortsbildprägenden Bedeutung ergibt. | 09208510 |

## Lüttewitz
| Bild           | Bezeichnung                                                                          | Lage              | Datierung | Beschreibung | ID       |
| -------------- | ------------------------------------------------------------------------------------ | ----------------- | --------- | --- | -------- |
| Weitere Bilder | Ehemaliges Herrenhaus des Rittergutes Lüttewitz, heute Kindertagesstätte Waldspatzen | Hohlweg 4 (Karte) | Um 1715   | Baulich überformter Putzbau mit aufwendig gestaltetem Portal, bau- und ortsgeschichtlich von Bedeutung. Ehemaliges Herrenhaus, 2006 Mittelschule, heute Kindergarten „Waldspatzen“, um 1715 (laut Literatur) erbaut. Breitlagernder, zweigeschossiger Putzbau mit dreiachsigem Mittelrisalit, dort prächtiges Portalgewände aus der Erbauungszeit des Hauses. Abschluss durch hohes Mansarddach mit Viertelschopf. Trotz gewisser baulicher Vereinfachungen beeindruckt das Gebäude noch heute durch sein weitgehend authentisches Erscheinungsbild. Es prägt maßgeblich das Ortsbild. Durch das Rittergut wurde das Wirtschaftsleben der umliegenden Orte und damit auch deren Entwicklung und Ausprägung beeinflusst. Hieraus leitet sich die regionalgeschichtliche Bedeutung des ehemaligen Herrenhauses als einziger weitgehend original erhaltener Bestandteil des einstigen Rittergutes ab. Bereits 1443 ist in Lüttewitz ein Vorwerk urkundlich belegt, welches zwei Jahre später als Rittersitz bezeichnet wird. 1519 wird erneut ein Vorwerk genannt, welches dann seit 1553 als Rittergut urkundlich belegt ist. Nachfolgend sollen die Eigentümer ab 1612 Erwähnung finden: - 1612–1628 im Eigentum des Hans Leupold von der Soleno - 1628–? Eigentümer die Familie von der Sahla - 1642–1652 Eigentümer Georg Caspar von Saalhausen - 1655–um 1700 Eigentum der Familie von Holleufer - um 1700 im Eigentum des Melchior Christoph von Schlottheim - 1709–? Rudolph Heinrich von Nostitz Eigentümer des Rittergutes - 1763–1791 Eigentümerin Frau Erdmuthe Wilhelmine von Breitenbauch - 1791–? Eigentum derer von Mangold - im 19. Jahrhundert im Eigentum eines Herrn Richters - um 1900 Eigentum der Familie Mummert, Gut hatte eine Größe von 269 ha - Januar 2006 Gemeinde, Nutzung als Mittelschule, gegenwärtig als Kindertagesstätte genutzt | 09208919 |

## Lützschnitz
| Bild                                    | Bezeichnung | Lage                              | Datierung                                                 | Beschreibung | ID       |
| --------------------------------------- | --- | --------------------------------- | --------------------------------------------------------- | --- | -------- |
| Direkt Bild zu diesem Denkmal hochladen | Wegestein | Lützschnitz (Ortseingang) (Karte) | 19. Jahrhundert                                           | Schlichter Stein mit Inschriften an der Weggabelung nach Glaucha, Zschochau, Ottewig, verkehrsgeschichtlich von Bedeutung. Ca. 1 m hoher Sandstein, oben abgerundet, zeigt Richtungen nach Glaucha, Zschochau, Ottewig. | 09208930 |
| Direkt Bild zu diesem Denkmal hochladen | Gutshof Lützschnitz (Sachgesamtheit) | Lützschnitz 1 (Karte)             | 19. Jahrhundert (Gutsanlage heutiger Bestand)             | Sachgesamtheit mit folgenden Einzeldenkmalen: Herrenhaus, Stallgebäude mit Kumthalle, Kellerhaus und Reste der Einfriedung (09208931) sowie einer Scheune (Sachgesamtheitsteil) und Gutspark mit Teich (Gartendenkmal); Gut mit authentisch erhaltenem Baubestand aus dem ausgehenden 19. Jahrhundert umgeben von einem kleineren Gutspark, maßgeblich das Ortsbild prägende Anlage von ortsgeschichtlicher Bedeutung. | 09305734 |
| Direkt Bild zu diesem Denkmal hochladen | Herrenhaus, Stallgebäude mit Kumthalle, Keller östlich des Herrenhauses und Reste der Einfriedung (Einzeldenkmale der Sachgesamtheit 09305734) | Lützschnitz 1 (Karte)             | 1878 (Gutshaus); 2. Hälfte 19. Jahrhundert (Stallgebäude) | Einzeldenkmale der Sachgesamtheit Gutshof Lützschnitz; villenartiges Herrenhaus mit reicher Fassadendekoration sowie zeittypisches Stallgebäude, beide in gutem Originalzustand von ortsgeschichtlicher und baugeschichtlicher Bedeutung. - Herrenhaus: 1878 erbautes villenartig gestaltetes Wohnhaus, zweigeschossig, massiv, flaches Pyramidendach, originale Putzhaut: Lisenengliederung, Gesims, originale Fenstergewände mit Dreiecksverdachungen - Stallgebäude mit Kumthalle: vermutlich 2. Hälfte 19. Jahrhundert, zweigeschossig, massiv, verputzt, dreijochige Kumthalle im Mittelrisalit, dort im Giebel Uhr, Satteldach, guter Originalzustand - Keller: möglicherweise älter als das Wohnhaus, östlich des Wohnhauses gelegen, Außenwände Polygonmauerwerk aus Porphyrtuff, möglicherweise Rest eines Vorgängerbaus - Reste der Einfriedung: westlich des Wohnhauses befindliche Bruchsteinmauer, Polygonmauerwerk aus Porphyrtuffplatten, ein Pfeiler des Eingangstores erhalten | 09208931 |
| Direkt Bild zu diesem Denkmal hochladen | Wohnstallhaus, Scheune (mit Wohnhaus verbunden), Einfassungsmauer des südlich vom Hof gelegenen Bauerngartens eines Dreiseithofes              | Lützschnitz 3 (Karte)             | Um 1800                                                   | Zeit- und landschaftstypischer Bauernhof, weitestgehend originale Gebäude mit zum Teil Fachwerk-Konstruktion, bau- und heimatgeschichtlicher Wert. - Wohnstallhaus: Erdgeschoss massiv, Giebelseite massiv, Obergeschoss zum Hof Fachwerk, einseitiges Krüppelwalmdach - Scheune: mit Wohnstallhaus bauliche Einheit (L-förmiger Grundriss): Bruchsteinmauerwerk im Erdgeschoss, Obergeschoss zum Teil Fachwerk, zum Teil massiv und dreigeschossig - Einfriedungsmauer: Bruchsteinmauer, ursprünglich verputzt, umfasst vollständig den südwestlich des Hofes befindlichen Bauerngarten, der heute verwildert ist - Seitengebäude (Streichung aus der Denkmalliste 2015): Erdgeschoss und Obergeschoss Fachwerk, Krüppelwalmdach, teilweise eingestürzt - Stall (Streichung 2015): wissenschaftlich-dokumentarischer Wert, baufällig, Gebäude ist vollständig in sich zusammengefallen | 09208932 |

## Münchhof
| Bild                                    | Bezeichnung | Lage                              | Datierung                                                 | Beschreibung | ID       |
| --------------------------------------- | --- | --------------------------------- | --------------------------------------------------------- | --- | -------- |
| Direkt Bild zu diesem Denkmal hochladen | Brücke | Münchhofer Straße (Karte)         | 19. Jahrhundert                                           | Verkehrsgeschichtliches Zeugnis, bruchsteinerne Bogenbrücke in gutem Originalzustand.                                                                                  | 09208465 |
| Direkt Bild zu diesem Denkmal hochladen | Zwei Kalkbrennöfen (sogenannte „Kalkschneller“) und die dahinter befindliche Böschungsmauer sowie das Sumpfkalkbad des ehemaligen Roßbach´schen Kalkwerks Münchhof | Münchhofer Straße 1 (bei) (Karte) | 1. Hälfte 19. Jahrhundert (Kalkofen); um 1930 (Kalksumpf) | Kalköfen in Bruchsteinmauerwerk, Sumpfbad Stahlbetonbau mit hölzernem Aufsatz, von orts- und regionalgeschichtlicher sowie technikgeschichtlicher Bedeutung            | 09208464 |
| Direkt Bild zu diesem Denkmal hochladen | Herrenhaus eines Bauernhofes | Münchhofer Straße 13 (Karte)      | 1815                                                      | Bildprägender, dreigeschossiger Baukörper von ortsgeschichtlicher Bedeutung. Dreigeschossig, Bruchstein, im dritten Geschoss Ziegel, originale Steingewände, Walmdach. | 09208463 |

## Niederlützschera
| Bild           | Bezeichnung                                                                                               | Lage                         | Datierung | Beschreibung | ID       |
| -------------- | --- | ---------------------------- | --- | --- | -------- |
| Weitere Bilder | Herrenhaus und Seitengebäude eines Bauernhofes                                                            | Enge Gasse 2 (Karte)         | Bezeichnet mit 1880 | Repräsentatives, klassizistisch gestaltetes Herrenhaus, Seitengebäude mit Steinrelief, beide Gebäude in gutem Originalzustand von bau- und regionalgeschichtlichem Wert. - Herrenhaus: massiv, zweigeschossig, originale Steingewände (profiliert), originaler Türstock mit Verdachung, Drempel, Zwillingsfenster im Giebel - Seitengebäude: L-förmiger Grundriss, massiv, zweigeschossig, Satteldach | 09208432 |
| Weitere Bilder | Wohnstallhaus, Torhaus, Einfriedungsmauer, Gartenhaus, zwei Hofbäume und Hofpflasterung eines Bauernhofes | Enge Gasse 9, 11, 13 (Karte) | 1840 (Wohnhaus, laut mündlicher Überlieferung); 2. Hälfte 19. Jahrhundert (Gartenhaus); 1909 (Torhaus, laut mündlicher Information) | Gebäude und zugehörige Anlagen eines Bauernhofes in sehr gutem Originalzustand mit bemerkenswert gut erhaltener Innenausstattung des Wohnhauses, baugeschichtlich von großer Bedeutung. - Wohnhaus: laut mündlicher Information 1840 erbaut, zweigeschossiger, breit lagernder Massivbau mit Ecklisenen, Gurtgesims und Fensterbankgesims, Blendarkaden im linken Hausteil in beiden Stockwerken, Abschluss durch Satteldach mit halbem Schopf, im Inneren im Hausflur Kreuzgratgewölbe, Ornamentfliesen sowie freitragende gewendelte Treppe mit Holzgeländer, originale Türen - Torhaus: erbaut 1909, zweigeschossiger Massivbau mit Tordurchfahrt ebenfalls in gutem Originalzustand - Hofbäume: im Hof vor dem Wohnhaus stehende alte Kastanienbäume - Hofpflasterung: unregelmäßig gepflasterter Hof mit verschieden farbigem Granitpflaster - Gartenlaube: vermutlich 2. Hälfte 19. Jahrhundert, hinter dem Wohnhaus im Gartenstehend, massiver Bau auf achteckigem Grundriss mit Segmentbogentüröffnung und gleichartigen Fensteröffnungen, Abschluss durch schiefergedecktem Zeltdach, sehr selten im ländlichen Bereich anzutreffen Auf Grund ihrer qualitätvollen, zeittypischen Ausprägung und der Authentizität der aufgezählten Bauernhofbestandteile erlangt dieses Bauensemble eine große bau- sowie sozialgeschichtliche Bedeutung. | 09304803 |

## Noschkowitz
| Bild                                    | Bezeichnung                                                                | Lage                    | Datierung                                                                                              | Beschreibung | ID       |
| --------------------------------------- | -------------------------------------------------------------------------- | ----------------------- | --- | --- | -------- |
| Direkt Bild zu diesem Denkmal hochladen | Wohnhaus eines Bauernhofes                                                 | Kleiner Berg 2 (Karte)  | Bezeichnet mit 1804                                                                                    | Bildprägendes Fachwerk-Gebäude in unmittelbarer Nähe zum Wasserschloss von bau- und sozialgeschichtlichem Wert. Ländliches Wohnhaus eines kleinen Bauernhofes, am Türstock bezeichnet „1804“. Diese Datierungsangabe bezieht sich auf die Bauzeit des Hauses. Nach 2000 denkmalgerecht saniert. Zweigeschossiges Fachwerkhaus mit massivem Erdgeschoss. Das Erdgeschoss mit Rauputz versehen. Für das Erscheinungsbild des Hauses ist das originale Sandsteinportal, ein Stichbogenportal mit Schlussstein, von großer Bedeutung. Das Fachwerk des Obergeschosses entspricht in seiner Konstruktion den zeitgleichen Fachwerkbauten in Mittelsachsen. Es ist zweirieglig mit Eckstreben, die Holzverbindungen sind gezapft. Abgeschlossen wird das Gebäude durch ein Krüppelwalmdach, nach der Sanierung mit einer Biberschwanzdoppeldeckung versehen. Durch die behutsame Sanierung konnten viele originale Bauteile erhalten werden, so dass das Haus sein ursprüngliches Erscheinungsbild zurückerhielt. Zum Zeitpunkt der Denkmalerfassung im Jahr 2000 befand sich das Haus in einem schlechten baulichen Zustand, das Fachwerk war fast vollständig verputzt. Somit konnte ein authentisches Fachwerkwohnhaus des beginnenden 19. Jahrhundert erhalten werden, welches wichtige Aussagen zum Bauhandwerk und der Lebensweise des genannten Zeitraums vermittelt. Der Denkmalwert ergibt sich danach aus dem bau- und sozialgeschichtlichen Wert. Durch seine Lage oberhalb des Dorfes prägt es zudem das Ortsbild maßgeblich. | 09208455 |
| Direkt Bild zu diesem Denkmal hochladen | Scheune                                                                    | Obermühlenweg 7 (Karte) | 1863                                                                                                   | Landschaftsprägende Steinscheune, original erhalten von regionalgeschichtlicher Bedeutung. Großer Bau mit Krüppelwalmdach, Steingewände, zwei Torbögen mit Segmentbogenabschluss. 1863 erbaute Feldscheune, eventuell zum Schloss und Gutshof Noschkowitz ursprünglich gehörend. Großer, weithin sichtbarer Bruchsteinbau, eingeschossig mit Drempel, abgeschlossen durch großes Krüppelwalmdach. Nach 2000 denkmalgerecht saniert. Landschaftstypisches Wirtschaftsgebäude, welches in diesen Dimensionen kaum in anderen Landschaften Sachsens anzutreffen ist. Es zeugt von der Fruchtbarkeit der Böden, den guten klimatischen Bedingungen und effektiv geführten Landwirtschaftsbetrieben, alles wichtige Voraussetzungen für sehr gute Ernteergebnisse. Zur Lagerung des Erntegutes wurden große Gebäude benötigt, die befahren werden konnten und gute klimatische und hygienische Bedingungen boten. Somit erlangt diese authentisch erhaltene Scheune eine große regionalgeschichtliche Bedeutung. | 09208460 |
|                                         | Wegestein                                                                  | Schloßstraße (Karte)    | 19. Jahrhundert                                                                                        | Verkehrsgeschichtliches Zeugnis. Schlichter Wegestein (kleine Steinstele), Inschriften kaum noch lesbar. Eingeritzte Ortsnamen und Pfeile teils noch erkennbar. Dieser Stein markiert eine historische Straßenkreuzung und damit den Verlauf historischer Straßen. Als solches erlangt er eine verkehrshistorische Bedeutung. | 09208456 |
| Weitere Bilder                          | Rittergut Noschkowitz (Sachgesamtheit)                                     | Schloßstraße 8 (Karte)  | Mitte 15. Jahrhundert (Ostflügel)                                                                      | Sachgesamtheit Rittergut Noschkowitz: Schloss und Gutshof mit Einfassungsmauer (09208454) sowie Gutspark mit Resten einer Orangerie und eines Wassergrabens, Teich und Wasserbecken (Gartendenkmal); ortsbildprägende Anlage, von regional- und baugeschichtlicher Bedeutung. Drei große Wirtschaftsgebäude von stattlicher Größe, den Hof umschließend, das Schloss schließt die vierte Seite des Wirtschaftshofes ab. Westlich ans Schloss sich anschließender Gutspark, wohl im 17. Jahrhundert angelegt, Rittmitzer Bach zu Teich angestaut, im nördlichen Parkbereich und westlich vom Gutshof erhöht liegende Terrasse mit Stützmauer und Treppe, darauf ehemaliger Standort einer Orangerie, heute nur noch Mauerreste erhalten, Altbaumbestand u. a. mit Blutbuche, Schwarz-Kiefer, Geweihbaum, große Traubenkirsche, Flatter-Ulme. Die wertvolle Bausubstanz, teils aus dem 15. und 16. Jahrhundert hat überregionale baugeschichtliche Bedeutung. Weiterhin ergibt sich der Denkmalwert der singulären und authentisch erhaltenen Anlage aus der baukünstlerischen sowie regionalgeschichtlichen Bedeutung. | 09303808 |
| Weitere Bilder                          | Schloss und Gutshof mit Mauer (Einzeldenkmale der Sachgesamtheit 09303808) | Schloßstraße 8 (Karte)  | Mitte 15. Jahrhundert (Ostflügel); bezeichnet mit 1777 (Wirtschaftshof); bezeichnet mit 1793 (Gutshof) | Einzeldenkmale der Sachgesamtheit Rittergut Noschkowitz; ortsbildprägende Anlage, von regional- und baugeschichtlicher Bedeutung. Schloss, heute Wohnung. Unregelmäßige Anlage, zum Teil noch von Wassergräben umgeben, bestehend aus einem älteren Ostflügel auf annähernd rechteckigem Grundriss, Mitte 15. Jahrhundert, und einer angebauten Dreiflügelanlage, 17. Jahrhundert, heute zum Teil verfallen. Dreigeschossiger Ostflügel mit Satteldach. Die Fensterprofile an der Südwand wohl zum ältesten Bauteil gehörend. An der Nordostecke Erker, ebenso wie der Eingangsturm im Westen vermutlich Mitte 16. Jahrhundert. Rundbogiges Sitznischenportal in schlichten Formen. Der im Norden abschließende runde Treppenturm mit Wappen derer von Taubenheim und Zaschnitz. Im Innern neben dem Turm Halle mit Kreuzgratgewölbe auf zentraler Säule, um 1500. Der Nordflügel mit risalitartig vortretendem Torhaus, darin Rundbogen mit Rustika, von reich verziertem Wappen der Taubenheim und Zaschnitz bekrönt, bezeichnet mit 1574. Im Kellergeschoss, rechts von Eingangstor, historisch beachtenswerte Wand- und Deckenmalereien mit Szenen aus den Freiheitskriegen, Anfang 19. Jahrhundert. Der Westflügel zweigeschossig, im Südflügel Kreuzgratgewölbe im Erdgeschoss. Direkt anschließend der Gutshof, an den Haupttoren Wappensteine derer von Weidenbach, bezeichnet mit 1777 und 1793. Die wertvolle Bausubstanz, teils aus dem 15. und 16. Jahrhundert hat überregionale baugeschichtliche Bedeutung. Weiterhin ergibt sich der Denkmalwert der singulären und authentisch erhaltenen Anlage aus der baukünstlerischen sowie regionalgeschichtlichen Bedeutung. | 09208454 |
| Direkt Bild zu diesem Denkmal hochladen | Kapelle                                                                    | Waldstraße (Karte)      | 1907                                                                                                   | Von orts- und baukünstlerischer Bedeutung. Von 1844 bis zu seinem Tod 1913 besaß der Königlich-Sächsische Appellationsrat Gustav Friedrich Theodor von König zu Leipzig Schloss und Gut Noschkowitz. Von König war als Oberappellationsrat Mitglied in der Kompetenzkommission und des sächsischen Kultusministeriums. Er ließ das Noschkowitzer Holz in einen englischen Landschaftspark umwandeln. An einer besonders schönen Stelle, weitab vom Gut, ließ er kurz vor seinem Tod eine kleine Kapelle errichten, in der er 1913 bestattet wurde. Kleiner Zentralbau mit Lisenengliederung, abgeschlossen durch flaches Kuppeldach, in seiner Gestaltung Bezug nehmend auf Mausoleen und Grabbauten der Frühzeit. Querliegende Ovalfenster, Steinaltar mit Kreuzrelief. Architektonisch anspruchsvoll gestaltetes Bauwerk in sehr gutem Originalzustand von baukünstlerischer und ortsgeschichtlicher Bedeutung. | 09208461 |
| Direkt Bild zu diesem Denkmal hochladen | Häuslerhaus                                                                | Waldstraße 2 (Karte)    | 1. Hälfte 19. Jahrhundert                                                                              | Weitgehend originale Fachwerk-Konstruktion, bildprägend, Bestandteil der alten Dorfstruktur. Nach 2000 denkmalgerecht saniert. Zweigeschossiger Fachwerkbau über längsrechteckigem Grundriss mit massivem Erdgeschoss und Fachwerk im Obergeschoss (außer ein Giebel). Das Fachwerk ist schlicht, zeit- und landschaftstypisch. Abgeschlossen durch ein relativ steiles Satteldach. Der Hauseingang wird durch ein kleines landschaftstypisches Vorhäuschen geschützt. Dieses kleine ländliche Wohnhaus ist eines der wenigen original erhaltenen Fachwerkwohnhäuser des Dorfes und erlangt hierdurch eine ortsentwicklungsgeschichtliche Bedeutung. | 09208458 |
| Direkt Bild zu diesem Denkmal hochladen | Ehemalige Schule, später Wohnhaus                                          | Waldstraße 6 (Karte)    | 1838–1840                                                                                              | Putzbau mit massivem Erdgeschoss und Fachwerkobergeschoss, als erstes Schulgebäude für Noschkowitz und Kattnitz errichtet, orts-, sozial- und baugeschichtliche Bedeutung. Das Gebäude wurde 1838–1840 als erste Schule für die Gemeinden Noschkowitz und Kattnitz errichtet. Beide Orte gründeten zu diesem Zweck eine gemeinsame Schulgemeinde mit Sitz in Noschkowitz. Die Kosten für den Schulneubau zahlten die ortsansässigen Grundstücksbesitzer durch Umlagen. Der zweigeschossige Putzbau besteht aus einem massiven Erdgeschoss, das den großen Klassenraum aufnahm, und einem Fachwerkobergeschoss, das wohl als Lehrerwohnung diente. Die Haustür in der Mitte der zugewandten Traufseite wird von einem Natursteinportal mit waagerechtem Gebälk gerahmt. Abgeschlossen wird das Gebäude durch ein Krüppelwalmdach. Mit dem Bau eines zweiten Schulgebäudes am Ort 1903–1904 wurde der erste Schulbau zum Wohnhaus umgenutzt. Trotz geringer baulicher Veränderungen dokumentiert das Objekt eindrucksvoll die dörflichen Schulverhältnisse im 19. Jahrhundert, woraus sich sein orts-, bau- und sozialgeschichtlicher Wert ableitet. | 09208459 |

## Oberlützschera
| Bild                                    | Bezeichnung                                                    | Lage                        | Datierung           | Beschreibung | ID       |
| --------------------------------------- | -------------------------------------------------------------- | --------------------------- | ------------------- | --- | -------- |
| Direkt Bild zu diesem Denkmal hochladen | Wohnstallhaus und straßenseitige Einfriedung eines Bauernhofes | Mügelner Straße 152 (Karte) | Um 1910             | Repräsentatives Wohnhaus eines großen Bauerngutes in gutem Originalzustand von regional- und baugeschichtlicher Bedeutung, Wohnhaus in zeittypischer Gestaltung, bildprägende Straßenfassade. - Wohnstallhaus: Erdgeschoss massiv, Obergeschoss Fachwerk, zur Hofseite teilweise massiv, Krüppelwalmdach Wohnhaus: zweigeschossiger Putzbau, originale Fenster, Walmdach, Jugendstiltür | 09208434 |
| Direkt Bild zu diesem Denkmal hochladen | Wohnhaus und Vorgarteneinfriedung eines Vierseithofes          | Zu den Gütern 2 (Karte)     | Bezeichnet mit 1881 | Repräsentativer Putzbau, weitestgehend originaler Erhaltungszustand, bildprägend von baugeschichtlichem Wert. Zweigeschossig, Drempel, profilierte Steingewände, originales Portal mit Verdachung, Zwillingsfenster im Giebel, Satteldach. | 09208433 |

## Obersteina
| Bild           | Bezeichnung                            | Lage                      | Datierung                                                                                     | Beschreibung | ID       |
| -------------- | -------------------------------------- | ------------------------- | --------------------------------------------------------------------------------------------- | --- | -------- |
| Weitere Bilder | Wohnhaus, Herrenhaus und Seitengebäude | Am Kalkofen 9, 9a (Karte) | Bezeichnet mit 1751 (Herrenhaus); 1. Hälfte 19. Jahrhundert (Wohnstallhaus und Seitengebäude) | Stattliches Herrenhaus mit Porphyr-Stichbogenportal, von orts- und baugeschichtlicher Bedeutung. Dreigeschossig, Porphyrgewände im Erdgeschoss, Sandsteingewände im Obergeschoss, Walmdach. | 09208438 |

## Ostrau
| Bild                                    | Bezeichnung | Lage                                            | Datierung                                                                      | Beschreibung | ID       |
| --------------------------------------- | --- | ----------------------------------------------- | ------------------------------------------------------------------------------ | --- | -------- |
| Direkt Bild zu diesem Denkmal hochladen | Vermutlich ehemalige Spedition bzw. Lagergebäude | Am Güterbahnhof 1 (Karte)                       | Um 1900                                                                        | Dominanter Zweckbau nahe der Eisenbahnstrecke in Fachwerkbauweise von bau- und regionalgeschichtlicher Bedeutung. Eingeschossiger Fachwerkbau mit Drempelgeschoss, ebenfalls in Fachwerkbauweise, hintere Traufseite zweigeschossig mit Drempel, teils Fachwerk, abgeschlossen durch flachgeneigtes Satteldach, große Holztore – teils verändert. Weitgehend original erhaltener Zweckbau von regionalgeschichtlichem Wert. | 09304795 |
| Direkt Bild zu diesem Denkmal hochladen | Speicherbau | Am Güterbahnhof 3 (gegenüber) (Karte)           | Ca. 1910                                                                       | In exponierter Lage stehender, hoher Getreidespeicher, qualitätvolle Gestaltung, orts- und technikgeschichtlich von Bedeutung. Hoher Putzbau, schlichter Zweckbau, selten anzutreffendes Bauwerk. | 09208479 |
| Direkt Bild zu diesem Denkmal hochladen | Ehemaliges Wohnstallhaus eines Bauernhofes | Bahnhofstraße 5 (Lommatzscher Straße 2) (Karte) | Um 1800                                                                        | Bildprägender Fachwerk-Bau, dokumentiert ehemalige dörfliche Bebauung von Ostrau. Erdgeschoss massiv, Obergeschoss Fachwerk, Giebelseiten massiv, Krüppelwalmdach. | 09208483 |
|                                         | Empfangsgebäude eines Bahnhofs | Bahnhofstraße 17 (Karte)                        | 1886                                                                           | In seiner ursprünglichen Gestaltung erhaltener Bahnhofsbau an der Bahnstrecke Chemnitz–Riesa, verkehrsgeschichtlich und ortsgeschichtlich von Bedeutung. Typenbau: zweigeschossiger Putzbau mit Satteldach, daran anschließend eingeschossiger Putzbau, originale Putzgliederung, gleisseitiger Wartebereich verglast. | 09208488 |
| Direkt Bild zu diesem Denkmal hochladen | Kalkofen (sogenannter „Kalkschneller“) | Dresdner Straße (Karte)                         | 1853                                                                           | Einer der ältesten „Kalkschneller“-Kammeröfen in dem nordöstlich von Döbeln befindlichen Kalkabbaugebiet, einmaliges technisches Denkmal der vorindustriellen Baustoffwirtschaft. Der Gutsbesitzer Thomas und Leuthold aus Gohris errichteten an der Ostrauer Chaussee ein Kalkwerk. Dies ist urkundlich dokumentiert. Vermutlich ging der Kalkofen 1853 in Betrieb. Dieses Kalkwerk am Dresdner Berg in der Nähe vom Bahnhof übernahm 1861 die Ostrauer Kalkgenossenschaft … Weshalb das Kalkwerk dann bereits 1925 stillgelegt wurde, lässt sich heute nicht mehr nachvollziehen (nach 1945 endgültige Stilllegung). Im Jahr 1996 wurde der Kalkbrennofen, der sieben Brennkammern hat, restauriert… (Denkmale im Landkreis Döbeln. Heft 6. 2005, S. 8). Aus groben Bruchsteinen gemauerter Block mit mehreren Brennkammern, wurde zunächst von der Familie Krug betrieben, die den nötigen Ausgangsstoff aus dem nahegelegenen Kalkbruch förderte, in die von oben zu beschickenden Brennöfen wurde der zu brennende Kalk unter gleichzeitiger Zugabe von Koks und Rohbraunkohle in den Brennschacht gegeben, wo, bei einem kontinuierlichen Brennvorgang, aus den Auszugsöffnungen der fertiggebrannte Kalk mit Brennrückständen gezogen wurde. Der aus Bruchstein mit seinen sieben einzelnen Brennkammern aufgeführte Kalkbrennofen lässt verschiedene Erweiterungsphasen erkennen. Dieser Kalkofen kann als einer der besterhaltenen Kalköfen im Ostrauer Gebiet angesehen werden und dokumentiert somit eindrucksvoll die Geschichte der Kalkindustrie in diesem Landschaftsraum, woraus sich die große industriegeschichtliche Bedeutung dieses technischen Denkmals ableiten lässt. | 09208480 |
| Direkt Bild zu diesem Denkmal hochladen | Villa Kluckhenn und Einfriedung | Dresdner Straße 1 (Karte)                       | Anfang 20. Jahrhundert                                                         | Zeittypischer Klinkerbau, qualitätvolle Architektur in gründerzeitlicher Formensprache von baugeschichtlichem und städtebaulichem Wert. Zweigeschossig, markantes Dachtürmchen, geschweifter Dacherkergiebel, neue Fenster, die Villa gehörte Franz Kluckhenn, welcher in Ostrau eine Gänsegroßhandlung betrieben hatte. | 09208485 |
| Direkt Bild zu diesem Denkmal hochladen | Villa, Garten und Teile der Einfriedung (Steinpfeiler) | Dresdner Straße 2 (Karte)                       | 1912                                                                           | Zeittypischer Putzbau in sehr gutem Originalzustand, straßenbildprägend. Eingeschossig, hohes Satteldach, zahlreiche originale Baudetails (bleigefasste Buntfenster im Treppenhaus, Fensterläden, Fenster, Veranda), ehemalige Arztvilla. | 09208487 |
| Direkt Bild zu diesem Denkmal hochladen | Villa mit Sonnenuhr | Dresdner Straße 3 (Karte)                       | Bezeichnet mit 1906                                                            | Straßenbildprägender Putzbau mit Zierfachwerk am Giebel, guter Originalzustand, von baugeschichtlichem und städtebaulichem Wert. Zweigeschossig, Jugendstil-Putzornament, Zierfachwerk, denkmalgerechte Sanierung. | 09208486 |
| Direkt Bild zu diesem Denkmal hochladen | Gedenktafel | Dresdner Straße 21 (Karte)                      | Um 1860                                                                        | Von ortsgeschichtlicher Bedeutung, Tafel ursprünglich vom Kalkwerk des Dr. Möbius in Ostrau. Steintafel mit Inschrift, ursprünglich vom Kalkwerk des Dr. Möbius in Ostrau stammend mit folgendem Text: „Das Werk auf hohem Berge steht, schaut tief ins Jahnatal. Die Abfuhr sanft zur Ebne geht, das Vieh hat keine Qual. So fahrt herein mit frohem Muth, der Kalk ist schön, das Maaß ist gut!“. Die Tafel erinnert an das 1867 von Dr. August Möbius gegründete Kalkwerk am gleichen Standort. 1883 erfolgte die Geschäftsübergabe an seinen Sohn Hermann Möbius, welcher den Kalkbetrieb und die Brennerei betrieb. Bis 1941/42 bestand das Kalkwerk. Nach Abbruch des Kalkofens im Jahr 1988 erinnert nur noch die denkmalgeschützte Inschrifttafel an das für die Wirtschaftsgeschichte von Ostrau bedeutende Kalkwerk. Als Zeugnis der Kalkindustrie in Ostrau erlangt diese Gedenktafel ortsgeschichtliche Bedeutung. | 09208481 |
| Direkt Bild zu diesem Denkmal hochladen | Villa | Güterbahnhofstraße 13 (Karte)                   | Um 1900                                                                        | Markanter Klinkerbau in gründerzeitlicher Formensprache von baugeschichtlichem Wert. Zweigeschossig, Dacherker, roter Klinker, Kunststeingewände, Seitenfassade mit Überformungen. Remisengebäude durch Brand stark geschädigt, aus diesem Grund Streichung aus der Denkmalliste 2013 | 09208484 |
| Direkt Bild zu diesem Denkmal hochladen | Wohnhaus | Güterbahnhofstraße 17 (Karte)                   | 1934                                                                           | Putzbau mit Walmdach mit markantem Wintergarten in sehr gutem Originalzustand von baugeschichtlichem Wert. Längsrechteckiger Grundriss, Seiteneingang mit Klinkereinfassung, Wintergarten in Mitte der Schaufassade, darüber Balkon, Abschluss durch Walmdach. | 09304796 |
| Direkt Bild zu diesem Denkmal hochladen | Kalköfen und Böschungsmauer | Im Kalkgrund (Karte)                            | Nach 1785                                                                      | Von regional- und technikgeschichtlicher Bedeutung, Kammerkalkofenanlage (sogenannter „Kalkschneller“). Der Ortsrichter und Bauer Gottlieb Gühne entdeckte auf seinem Land Ende des 18. Jahrhunderts ein Kalkvorkommen und wollte einen Kalkofen bauen. Gegen Übernahme eines jährlichen Erbzinses … gestattete … 1785 Kursfürst Friedrich August dieses Vorhaben. Es handelt sich hierbei um den Ofen im Kalkgrund, der zu dem Gut in der Bahnhofstraße in Ostrau gehörte. Der Ortsrichter bewirtschaftete das Gut bis 1799. Nachdem mehrere Besitzwechsel stattfanden, erwarb am 1. November 1887 Herr Heinrich Adolf Roßberg aus Münchhof das Anwesen. … Heute ist der Ofen leider halb zerfallen, … (Kalkofen in Ostrau im Kalkgrund. in: Denkmale im Landkreis Döbeln. Heft 6. 2005, S. 8). Aus groben Bruchsteinen zusammengefügte Mauerblöcke mit mehreren Brennkammern. Diese Art von Kalkbrennöfen war bis 1840 in Deutschland allgemein üblich. Der nötige Ausgangsstoff wurde aus dem nahegelegenen Kalkbruch gefördert. In die von oben zu beschickenden Brennöfen wurde zu brennende Kalk unter gleichzeitiger Zugabe von Koks und Rohbraunkohle in den Brennschacht gegeben, wo, bei einem kontinuierlichen Brennvorgang, aus den Auszugsöffnungen der fertiggebrannte Kalk mit Brennrückständen gezogen wurde. Als Zeugnis der im Ostrauer Umland weitverbreiteten Kalkindustrie erlangt dieser Rest eines Kalkofens große regional- und industriegeschichtliche Bedeutung. | 09208466 |
| Direkt Bild zu diesem Denkmal hochladen | Wohnhaus | Karl-Marx-Straße 4 (Karte)                      | Um 1900                                                                        | Markanter gründerzeitlicher Klinkerbau mit straßenbildprägendem Dachtürmchen. Zweigeschossig, originale Fenster- und Türgewände, Putzstreifen gliedern Klinkerfassade. | 09208490 |
| Direkt Bild zu diesem Denkmal hochladen | Wohnhaus | Karl-Marx-Straße 5 (Karte)                      | Um 1890                                                                        | Gründerzeitlicher Putzbau, weitestgehend original erhalten von baugeschichtlichem und städtebaulichem Wert. Zweigeschossig mit Drempel, originale Putznutung im Erdgeschoss, originale Fenster- und Türgewände, Dacherker. | 09208489 |
| Direkt Bild zu diesem Denkmal hochladen | Postgebäude und alter Briefkasten an der Hauswand | Karl-Marx-Straße 6 (Karte)                      | Um 1880                                                                        | Von ortsgeschichtlicher Bedeutung, straßenbildprägender Putzbau. Zweigeschossig, Mittelrisalit (flach), dreiachsiger, Mittelrisalit, im Obergeschoss Rundbogenfenster. | 09208491 |
| Direkt Bild zu diesem Denkmal hochladen | Rathaus | Karl-Marx-Straße 8 (Karte)                      | Bezeichnet mit 1907                                                            | Zeittypischer Putzbau in sehr gutem Originalzustand von baugeschichtlichem und ortshistorischem Wert. Zweigeschossig, originale Porphyrgewände, Gebäude ist saniert, neue Fenster. | 09208492 |
| Weitere Bilder                          | Trinitatiskirche mit Ausstattung, Kriegerdenkmal für die Gefallenen des Ersten Weltkrieges sowie vier Erbbegräbnisse (Familien Ney, Reiche, Kaiser und Keller) auf dem Kirchhof | Kirchstraße (Karte)                             | 1902 (Kirche, Lesepult und Taufe); 1903 (Orgelprospekt); 1974 (Kirchenfenster) | Kirche von ortsgeschichtlicher Relevanz, ortsbildprägend am Hang westlich des Dorfes gelegen sowie Grabmale und Denkmal von ortsgeschichtlichem bzw. künstlerischem Wert. - Kirche: Am Hang westlich des Dorfes gelegene Saalkirche in Neurenaissanceformen, 1902 geweiht (Bauinschrift an der Saalostwand), Restaurierung und Umgestaltung des Chores 1974, Erneuerung der originalen Raumfassung 1996. Der Bau aus Hausteinmauerwerk, der eingezogene Chor mit 5/8-Schluss, Strebepfeiler. An der Nordostecke Turm mit Welscher Haube, die Westseite mit Volutengiebel und rundbogigem Hauptportal, am Saal gekuppelte Rundbogenfenster. Im Saal muldenartige Holzdecke, an der Nord- und Südseite tiefe Kehlung, in der Mitte großes griechisches Kreuz, im Westen Gemälde mit der Darstellung einer Leier, im Osten mit Kreuz, Kelch und Buch, jeweils von floraler Ornamentik umgeben. Emporen an drei Seiten. Runder Triumphbogen zum Chor mit Kreuzgratgewölbe, an der Ostseite Buntglasfenster von 1974. Aus der Erbauungszeit Lesepult und Sandsteintaufe in Neurenaissanceformen sowie neubarocker Orgelprospekt mit Rankenwerk und zwei musizierenden Putten, 1903, Orgel von Franz Emil Keller mit Teilen von Jehmlich. - Kriegerdenkmal: an der Kirchenwand angebracht, wuchtige Steinplatte, flankiert von zwei Löwen, Namen der Gefallenen - Grabmale: - Erbbegräbnis Familie Kaiser, um 1905: u. a. für Otto und Martha Kaiser - Erbbegräbnis Familie Keller, um 1898: u. a. für den Orgelbaumeister Franz Emil Keller (1843–1925) und für Auguste Emilie Keller (1845–1898) - Erbbegräbnis – Familie Ney, um 1905: Rochlitzer Porphyrtuff - Erbbegräbnis Familie Reiche, um 1906: u. a. für den 1. Vorsitzenden des Kirchenbauvereins und Wagenbaumeister Johann Ernst Reiche (1855–1906) Die aus Hausteinen erbaute Neurenaissancekirche beeindruckt durch ihre gestalterische Qualität und Authentizität. Auf Grund ihrer erhöhten Lage prägt sie das Ortsbild maßgebend. Ihr Denkmalwert ergibt sich vor allem aus ihrer baukünstlerischen sowie ortsbildprägenden Bedeutung. Die Gedenktafel für die Gefallenen des Ersten Weltkrieges ist ein ortsgeschichtlich bedeutendes Erinnerungsmal. Das Gleiche gilt auch für die aufgezählten Grabmale, welche an ortsgeschichtlich bedeutsame Persönlichkeiten erinnern bzw. eine für die Entstehungszeit typische Ausprägung und eine gute gestalterische Qualität aufweisen. | 09208496 |
| Direkt Bild zu diesem Denkmal hochladen | Pfarrhaus der Trinitatiskirche | Kirchstraße 9 (Karte)                           | Um 1905                                                                        | Zeittypischer Putzbau in gutem Originalzustand von baugeschichtlichem, ortsgeschichtlichem und städtebaulichem Wert. Qualitätvoller, zeittypisch gestalteter Putzbau mit Natursteinsockel, zweigeschossig, Mittelrisalit, seitlicher Eingangsvorbau, Fenstereinfassungen durch Kunststeingewände, Abschluss des Hauses durch Walmdach, der Dreiecksgiebel des Mittelrisalites bekrönt durch Steinkreuz, die Haustür original erhalten, vor 2011 erfolgte eine denkmalgerechte Sanierung. | 09304797 |
| Direkt Bild zu diesem Denkmal hochladen | Ehemaliges Wohnstallhaus eines Bauernhofes | Lommatzscher Straße 2 (Bahnhofstraße 5) (Karte) | Um 1800                                                                        | Bildprägender Fachwerk-Bau, dokumentiert ehemalige dörfliche Bebauung von Ostrau. Erdgeschoss massiv, Obergeschoss Fachwerk, Giebelseiten massiv, Krüppelwalmdach. | 09208483 |
|                                         | Herrenhaus, Wohnstallhaus und Seitengebäude eines Bauernhofes (Rittergut Oberwutzschwitz)                                                                                       | Mügelner Straße 41, 41b, 41a (Karte)            | Anfang 19. Jahrhundert                                                         | Herrenhaus prächtiger Bau mit weithin sichtbaren Mansarddach, Gebäudegruppe von ortsgeschichtlicher Bedeutung. - Herrenhaus: zweigeschossig, massiv, Dacherker, Fledermausgauben, Mansarddach - Seitengebäude: Bruchstein, steiles Satteldach - Wohnstallhaus: Erdgeschoss massiv, Obergeschoss vermutlich Fachwerk in Teilen, verputzt, Krüppelwalmmansarddach, original Fensterlaibungen | 09208476 |
| Direkt Bild zu diesem Denkmal hochladen | Wohnhaus eines Bauernhofes | Oschatzer Straße 1 (Karte)                      | Bezeichnet mit 1807                                                            | Bildprägender Fachwerk-Bau, dokumentiert ehemalige Dorfarchitektur und -struktur, originaler alter Türstock. Erdgeschoss massiv, straßenseitig Obergeschoss Fachwerk, Giebelseiten und Rückseite massiv. | 09208495 |
| Direkt Bild zu diesem Denkmal hochladen | Wohnstallhaus eines Bauernhofes | Oschatzer Straße 4 (Karte)                      | Bezeichnet mit 1834                                                            | Bestandteil der ursprünglichen Dorfstruktur, guter Originalzustand, straßenbildprägend. Erdgeschoss massiv, Obergeschoss Fachwerk, Giebel massiv, Fensteröffnung weitgehend intakt, Türstock, Krüppelwalmdach. | 09208477 |
| Weitere Bilder                          | Gasthof Wilder Mann | Rosa-Luxemburg-Platz 4 (Karte)                  | 1849, nach Auskunft                                                            | Putzbau in klassizistischen Formen, spätere Erweiterung nach Süden in historistischer Gestaltung, straßenbildprägend im Ortskern gelegen, von ortshistorischer, baugeschichtlicher und kulturgeschichtlicher Bedeutung. Zweigeschossig, Putzbau, zahlreiche originale Baudetails: Schlusssteine mit Frauenköpfen, Kartusche, markanter Erker. Der Gasthof ist prägender Bestandteil der Ortskernbebauung von Ostrau. Ausgangspunkt der Ortsentwicklung war ein Vorwerk des Klosters Altzella. Im weiteren Verlauf der Geschichte entstand aus dem Vorwerk ein Brauschenkengut, auf das dann auch die Eröffnung des Gasthofs „Wilder Mann“ zurückgeht. Dieser entwickelte sich aufgrund seiner verkehrsgünstigen Lage, durch die ansässige Kalkindustrie und den Eisenbahnanschluss 1847 zu einem florierenden Etablissement. Dafür wurde 1846 ein stattliches Gasthaus in spätklassizistischen Formen auf der dem alten Brauschenkengut gegenüber liegenden, östlichen Straßenseite errichtet. Im Obergeschoss des Neubaus wurde ein großer Tanzsaal eingerichtet. Um 1900 erfolgte südseitig eine Erweiterung des Gasthofgebäudes durch einen historistischen Anbau mit Bühne und neuem Zugangsbereich. Damit erhielt der Bau eine repräsentative, straßenbildprägende Schaufront, die in der Vergangenheit gern als Postkartenmotiv verwendet wurde. Im Zuge der Erweiterung wurde der auch der Saal einer Neugestaltung unterzogen; dem Zeitgeschmack entsprechend wurde hier eine reiche neubarocke Stuckdecke eingebaut. Von der ursprünglichen klassizistischen Ausgestaltung zeugen bei Sanierungsarbeiten hervorgetretene Deckenmalereien. Der Gasthof ist im Wesentlichen in der um 1900 hergestellten Ausprägung erhalten geblieben und wird seit 2014 von dem Verein Kulturdenkmal Gasthof Wilder Mann e. V. betreut, schrittweise saniert und der Wiederbelebung zugeführt. Durch seine Geschichte mit ihren Bezügen zum ehemaligen Vorwerk und dem daraus hervorgegangenen Brauschenkengut ist der Gasthof ein wichtiges Zeugnis der Ortsentwicklung von Ostrau. Als einer der stattlichsten und gut erhaltenen Etablissements seiner Art und Gestalt im Raum zwischen Döbeln, Riesa und Meißen dokumentiert er besonders anschaulich die ehemalige Tanz- und Festkultur, die das gesellschaftliche Leben in der Vergangenheit wesentlich prägte. In diesem Zusammenhang ist zudem auf die große Bedeutung von Gasthöfen mit Sälen als Versammlungsort für Vereine, Verbände, Genossenschaften und politischen Organisationen zu verweisen. Unter diesen Aspekten erlangt der Gasthof einen bau- und kulturgeschichtlichen Aussagewert. | 09208494 |
| Direkt Bild zu diesem Denkmal hochladen | Wohnhaus | Zschochauer Weg 2 (Karte)                       | Bezeichnet mit 1798                                                            | Obergeschoss Fachwerk, Beispiel typischer Volksarchitektur in relativ gutem Originalzustand. Erdgeschoss massiv, ein Giebel massiv, einer Fachwerk, Krüppelwalmdach, Türgewände mit Schlussstein. | 09208478 |

### Ehemaliges Denkmal (Ostrau)
| Bild                                    | Bezeichnung | Lage                    | Datierung       | Beschreibung | ID       |
| --------------------------------------- | ----------- | ----------------------- | --------------- | --- | -------- |
| Direkt Bild zu diesem Denkmal hochladen | Brücke      | Döbelner Straße (Karte) | 19. Jahrhundert | Steinerne Bogenbrücke in gutem Zustand, dokumentiert alte Wegestruktur von Ostrau. Zwischen 2017 und 2023 aus der Denkmalliste gestrichen. | 09208482 |

## Ottewig
| Bild                                    | Bezeichnung           | Lage                       | Datierung           | Beschreibung | ID       |
| --------------------------------------- | --------------------- | -------------------------- | ------------------- | --- | -------- |
| Direkt Bild zu diesem Denkmal hochladen | Spritzenhaus          | Glauchaer Straße (Karte)   | Bezeichnet mit 1860 | Original erhaltenes Feuerwehrhäuschen, von ortsgeschichtlicher Bedeutung. Massiv, Segmentbogenportal, Satteldach.                                                                  | 09208926 |
| Direkt Bild zu diesem Denkmal hochladen | Gasthof und Saalanbau | Glauchaer Straße 9 (Karte) | Um 1870             | Ortsbildprägender Putzbau von orts- und baugeschichtlicher Bedeutung. Zweigeschossig mit Drempel, Saalanbau, massiv, Wand-Öffnungsverhältnis intakt, Satteldach, 2014 leerstehend. | 09208927 |

## Pulsitz
| Bild                                    | Bezeichnung                                                                      | Lage                                                          | Datierung                                                             | Beschreibung | ID       |
| --------------------------------------- | -------------------------------------------------------------------------------- | ------------------------------------------------------------- | --------------------------------------------------------------------- | --- | -------- |
| Direkt Bild zu diesem Denkmal hochladen | Ehemalige Kalkwerke Tännicht (Sachgesamtheit)                                    | (Flurstücke 317a, 318, 319, 320a, 322, 323, 324, 325) (Karte) | Mitte 19. Jahrhundert bis 1955                                        | Sachgesamtheit ehemaliges Kalkwerk Tännicht, bestehend aus ehemaligem Kalkbruch, Brunnen, Resten von Gebäuden und anderen Bauwerken, Erdkeller, Rampen und Pingenfeld (alles Sachgesamtheitsteile); bautechnik- und regionalgeschichtlich von Bedeutung. Kalkwerk Tännicht mit zugehörigen Anlagenteilen, wohl Mitte des 19. Jahrhunderts, betrieben bis 1955. Ober- und unterirdischer Abbau von Dolomit, dazugehörige Wohn-(?) und Wirtschaftsgebäude (in Resten erhalten), vermutlich im Erdreich weitere Teile erhalten (Kalkofen?), Brunnen mit sorgfältig gemauertem Schacht, eindrucksvolles Pingefeld, wodurch die Abbauräume sichtbar sind. Diese verbunden durch Gänge. Um Ostrau wurde intensiv der Kalkabbau auf Grund der natürlichen Ressourcen betrieben. Zahlreiche Relikte des Abbaus und der Verarbeitung finden sich noch. Dies sind wertvolle Zeugnisse dieser Baustoffindustrie. Der Ostrauer Kalk war von großer Bedeutung für die sächsische Baugeschichte. Der Denkmalwert ergibt sich damit aus der bau- und regionalgeschichtlichen Bedeutung. | 09302886 |
| Weitere Bilder                          | Herrenhaus eines Bauernhofes (Schumannsches Gut)                                 | Am Wal 3 (Karte)                                              | 2. Hälfte 18. Jahrhundert                                             | Von ortsgeschichtlicher Bedeutung. Zweigeschossiger Massivbau, Fassaden geglättet. Abschluss durch Mansardwalmdach mit Biberschwanz-Kronen-Deckung. Für den Landschaftsraum typisches Wohngebäude eines großen Bauerngutes, welches von der Wirtschaftskraft dieser Güter zeugt. Die in anderen Gebieten Sachsens eher selten anzutreffenden Herrenhäuser erlangen eine große regionale landwirtschaftsgeschichtliche Bedeutung. | 09208475 |
|                                         | Häuslerhaus                                                                      | Brückenstraße 6 (Karte)                                       | Um 1840                                                               | Eines der besterhaltenen Fachwerkhäuser des Dorfes von regionalgeschichtlichem Wert. Zweigeschossig mit massivem Erdgeschoss und einer regelmäßigen Fachwerkkonstruktion ohne Streben im Obergeschoss, beide Giebel massiv mit Graupelputz und Fenstergewänden. Dort im Giebel des Dachgeschosses halbrunde Fenster, ebenfalls mit Natursteineinfassung. Abschluss durch Krüppelwalmdach mit Biberschwanzkronendeckung. Bemerkenswert das mittig der zugewandten Traufseite angeordnete Türportal mit Gebälk. die vermutlich bauzeitliche Tür blieb erhalten. Das Gebäude beeindruckt durch seinen guten Originalzustand, wodurch es zum baulichen Zeugnis der Lebensbedingungen seiner Entstehungszeit sowie des zeitgleichen Bauhandwerks wird. Der Denkmalwert ergibt sich somit aus dem bau- und sozialgeschichtlichen Wert des Hauses. | 09208473 |
| Weitere Bilder                          | Herrenhaus und Seitengebäude eines ehemaligen Vierseithofes (Reichardtsches Gut) | Pulsitzer Hauptstraße 14 (Karte)                              | Letztes Drittel 18. Jahrhundert (Herrenhaus); um 1800 (Seitengebäude) | Prächtige Bauten von baugeschichtlicher und ortsbildprägender Bedeutung. - Herrenhaus: massiv, sehr guter Originalzustand, teilweise alter Putz erhalten, Krüppelwalmdach mit Mansarde - Seitengebäude: Erdgeschoss überformt, Obergeschoss Fachwerk Auf dem ehemaligen Reichardtschen Gut entstand am Ende des 18. Jahrhunderts ein spätbarocker Bau mit klassizistischen Details. Der zweigeschossige Baukörper trägt ein Mansarddach mit beidseitigem Schopf. ein flacher einachsiger Mittelrisalit betont die in neun Achsen gegliederte straßenseitige Hauptfassade. Im Erdgeschoss enthält er das mit einem Segmentbogen geschlossene und von einer Ädikula gerahmte Portal mit original erhaltener Tür. Den Risalit bekrönte ursprünglich ein hoher geschweifter Giebel mit aufgesetzter Vase. Sämtliche Gewände des anspruchsvoll gestalteten Bauwerks bestehen aus Sandstein. Dem architektonisch anspruchsvoll gestaltetem spätbarocken Bauwerk kommt eine große baukünstlerische sowie baugeschichtliche Bedeutung zu. Aus seiner regionalen Wirtschaftsbedeutung leitet sich der regionalgeschichtliche Wert ab. Das Seitengebäude steht giebelständig zur Straße. Nach seinem Baubestand zu urteilen, dürfte dieses in der 1. Hälfte des 19. Jahrhunderts erbaut worden sein. Der zweigeschossige Bau mit massivem Erdgeschoss und Fachwerk im Obergeschoss prägt das Straßenbild schon allein durch seine Kubatur. Abgeschlossen wird der weitgehend original erhaltene Bau durch ein hohes Mansarddach. Auch dieses Gebäude erlangt auf Grund seines guten Originalzustandes bau- und sozialgeschichtliche Bedeutung (zitiert nach: Schlösser um Leipzig. hg. v. Förderverein für Handwerk und Denkmalpflege Schloss Trebsen e. V. durch Alberto Schwarz. E. A. Seemann Verlag Leipzig 1993, S. 90). | 09208474 |

## Rittmitz
| Bild           | Bezeichnung                    | Lage                 | Datierung           | Beschreibung | ID       |
| -------------- | ------------------------------ | -------------------- | ------------------- | --- | -------- |
| Weitere Bilder | Kirchenruine und Lutherdenkmal | Lindenstraße (Karte) | Bezeichnet mit 1743 | Ruine der ehemals romanischen Dorfkirche sowie Gedenkstein vor dem ehemaligen Kirchhof, wichtige Zeugnisse der Ortsgeschichte. Ehemals romanische Dorfkirche, 1285 erstmals urkundlich erwähnt. 1480 äußerlich erneuert und im Zuge der Reformation 1539 auch im Inneren. Renovierungen der Kirche 1674, 1677, 1742. 1819 erfolgte eine grundlegende Umgestaltung des Inneren. 1830 Erwerb einer neuen Orgel des Bornaer Orgelbaumeisters Hecker. Eine Umgestaltung im Jahr 1880 wird in der „Neuen Sächsischen Kirchengalerie“ wie folgt beschrieben: Der Besitzer des Rittergutes, der Geheime Kommerzienrat E. Jordan ließ 1880 im Zusammenhang mit der „prächtigen äußeren Erneuerung“, die Kirche auch im Inneren erneuern. Die Kirche erhielt: „Stilvolle bunte Glasfenster, (eine) prächtige neue Kanzel und (einen) neue(n) Taufstein in Eiche und gotischem Stil geschnitzt, geschmackvolle dazu passende Ausmalung der Stände, – alles so harmonisch, daß unsere kleine Kirche jetzt ein wahres Schmuckstück geworden ist.“ (Neue Sächsische Kirchengalerie. Ephorie Leisnig, S. 660.). Sowohl die Kirche, als auch der zugehörige Kirchhof waren immer wieder ungepflegt oder baufällig, so dass grundlegende Sanierungsmaßnahmen erforderlich waren. Im ausgehenden 19. und im 20. Jahrhundert führte die rückläufige Anzahl der Kirchenmitglieder schließlich zur Stilllegung der Kirche. Das ungenutzte Kirchengebäude war dem Verfall preisgegeben (Quelle: Internetseite der Gemeinde Ostrau). Auch Plünderungen führten zu Schäden. Schließlich begann 1981 der Abbruch, der jedoch nicht vollständig vollzogen wurde. Das noch bis zur Traufe stehende Mauerwerk stürzte nach und nach ein, so dass es nur eine Frage der Zeit ist, bis die noch verbliebenen Reste der Kirche verschwunden sind. Der einstige Kirchhof ist gleichermaßen dem Verfall preisgegeben. Einsam und wohl genauso wenig beachtet, steht der einstige Luther-Gedenkstein vor den verfallenden Mauern des einstigen Kirchhofs. Auch dieser stark verwittert. Wie aus der „Neuen Sächsischen Kirchengalerie“ zu entnehmen ist, war die Kirche durchaus architektonisch qualitätvoll und verfügte über eine reiche Ausstattung. Nunmehr ist die Kirchenruine ein vergehendes Denkmal der Dorfgeschichte. Vorhanden sind nur noch Reste der Kirchenaußenmauern. | 09208439 |
|                | Brücke                         | Lindenstraße (Karte) | 19. Jahrhundert     | Zweibogige, bruchsteinerne Brücke, orts- und technikgeschichtlich von Bedeutung. Alte Bruchsteinbrücke, zweijochig, im 19. Jahrhundert erbaut. Kleine ehemalige Straßenbrücke mit niedrigem Geländer aus Bruchsteinpfeilern mit durchgesteckten Hölzern mit quadratischen Querschnitten, schräggestellt. Diese Brücke könnte zu einer kleinen Zufahrtsstraße zu einem Gut oder mehreren Anwesen gehört haben. Als Straßenbrücke später zu schmal, dürfte sie lange Zeit als Fußgängerbrücke genutzt worden sein. Die Brücke genügte der nunmehrigen Belastung, so dass sie bis auf den heutigen Tag erhalten blieb. Sie markiert alte Wegeverbindungen innerhalb des Ortes und die Technik des Brückenbaus ihrer Entstehungszeit. Aus beidem leiten sich die technik- und die ortsgeschichtliche Bedeutung des Bauwerks ab. | 09208440 |

## Schmorren
| Bild                                    | Bezeichnung                                       | Lage                         | Datierung           | Beschreibung | ID       |
| --------------------------------------- | ------------------------------------------------- | ---------------------------- | ------------------- | --- | -------- |
| Direkt Bild zu diesem Denkmal hochladen | Wohnstallhaus und Seitengebäude eines Bauernhofes | Schmorrener Straße 1 (Karte) | Bezeichnet mit 1830 | Prächtige Gebäude von wissenschaftlich-dokumentarischem Wert. - Wohnstallhaus: zweigeschossig, massiv, Erdgeschoss Bruchstein, Krüppelwalmdach, originaler Türstock (profiliert mit Schlussstein) - Seitengebäude: zweigeschossig massiv, Satteldach, Türstock (profiliert) Beide Gebäude in schlechtem Erhaltungszustand. | 09208469 |
| Direkt Bild zu diesem Denkmal hochladen | Wohnstallhaus                                     | Schmorrener Straße 3 (Karte) | Um 1830             | Weitgehend original erhaltenes Gebäude in landschaftstypischer Holzbauweise von baugeschichtlichem Wert. Erdgeschoss massiv, Obergeschoss Fachwerk, Giebelseiten massiv, Krüppelwalmdach, Erdgeschoss überformt (Garage, Anbau, Fenster), Fenstergrößen im Obergeschoss intakt.                                            | 09208468 |

## Schrebitz
| Bild                                    | Bezeichnung | Lage                                | Datierung | Beschreibung | ID       |
| --------------------------------------- | --- | ----------------------------------- | --- | --- | -------- |
| Direkt Bild zu diesem Denkmal hochladen | Häuslerhaus | Brauereistraße 7 (Karte)            | 1. Hälfte 18. Jahrhundert | Ortsbildprägender Fachwerk-Bau von großer hausgeschichtlicher Bedeutung. Zweigeschossig, Schleppdach, mit Überformung. | 09208528 |
| Direkt Bild zu diesem Denkmal hochladen | Häuslerhaus | Brauereistraße 13 (Karte)           | Um 1830 | Schlichtes Fachwerkhaus von regionalgeschichtlichem Wert. Erdgeschoss massiv, Obergeschoss Fachwerk, Giebelseiten massiv, Erdgeschoss überformt, Satteldach. | 09208529 |
| Direkt Bild zu diesem Denkmal hochladen | Straßenbrücke über den Krebsbach | Däbritzer Straße (Karte)            | 2. Hälfte 19. Jahrhundert | Kleine Steinbogenbrücke in gutem Originalzustand von ortsgeschichtlichem Wert. Einbogige Steinbrücke mit geraden Steingeländern in gutem Originalzustand, vermutlich im 19. Jahrhundert erbaut – vermutlich Zuwegung zu Feldern. | 09304788 |
| Direkt Bild zu diesem Denkmal hochladen | Häusleranwesen | Däbritzer Straße 9 (Karte)          | 2. Hälfte 19. Jahrhundert | Landschaftstypisches ländliches Wohn- und Wirtschaftsgebäude, teilweise in Fachwerkbauweise von bau- und sozialgeschichtlichem Wert. Erdgeschoss massiv, Obergeschoss Fachwerk, Giebel Fachwerk, Obergeschoss im hinteren Teil massiv, überwiegend mit Winterfenstern, Krüppelwalmdach. | 09208517 |
| Direkt Bild zu diesem Denkmal hochladen | Kriegerdenkmal für die Gefallenen des Ersten Weltkrieges | Gallschützer Straße (Karte)         | 1924 | Von ortsgeschichtlicher Bedeutung, bildprägend. Kriegerdenkmal zur Erinnerung an Gemeindemitglieder, die während des Ersten Weltkrieges gefallen sind, bezeichnet mit 22. Juli 1924 (vermutlich Datum der Einweihung). Stele auf mehrfach getrepptem Sockel, Sockel mit Inschriften und Relief, bekrönender Steinwürfel mit eisernen Kreuzen (in Stein gehauen). Denkmal von ortsgeschichtlicher Bedeutung. | 09208513 |
|                                         | Wohnstallhaus, Seitengebäude (mit Kumthalle), weiteres Seitengebäude, Scheune (mit Durchfahrt) und Hofpflasterung eines Vierseithofes                                    | Gallschützer Straße 2, 3 (Karte)    | 1. Hälfte 19. Jahrhundert (Wohnstallhaus); bezeichnet mit 1851 (Seitengebäude mit Kumthalle); um 1851 (Scheune und Auszugshaus) | Einer der größten und am besten erhaltenen Bauernhöfe des Ortes von großer bau- und ortsgeschichtlicher Bedeutung. Großer Vierseithof in Kirchennähe, bestehend aus einem Wohnstallhaus, dem gegenüberliegenden Stallgebäude mit großer Kumthalle sowie der Scheune und einem vermutlich ehemaligem Auszugshaus. Alle Gebäude wurden im 19. Jahrhundert erbaut. Ob sich in den Gebäuden älterer Baubestand befindet, ist zurzeit unbekannt. Die Zufahrt zum Hof bildet eine große Toreinfahrt mit seitlicher Pforte. Die Steinpfosten beiderseits der Toreinfahrt sind vermutlich bauzeitlich. Giebelseitig zur Straße, rechts neben der Toreinfahrt steht das große Wohnstallhaus mit massivem Erdgeschoss und massivem Giebel. Hofseitig hat sich im Obergeschoss größtenteils das schlichte Fachwerk des 19. Jahrhunderts erhalten. Das Gebäude schließt mit einem Satteldach ab. Den hinteren Hofabschluss bildet eine massive Scheune, eingeschossig mit Drempelgeschoss, in der Mitte mit Tordurchfahrt. Auch dieses Gebäude wird durch ein Satteldach abgeschlossen. Links neben der Toreinfahrt, traufseitig zur Gallschützer Straße, steht ein weiteres Seitengebäude, möglicherweise als Auszugshaus gebaut. Hierbei handelt es sich um einen zweigeschossigen Putzbau mit sehr schön erhaltenen Türportalen und Fenstergewänden. Dem Wohnstallhaus gegenüber steht der Pferdestall mit sechsbogiger Kumthalle. Dabei handelt es sich um einen breit lagernden 2-geschossigen Massivbau mit Satteldachabschluss, welcher laut Inschrift 1851 für Wilhelm Hensel erbaut wurde. Das Haus wird geprägt durch ein Gurtgesims, die Kumthalle und zwei Sandstein-Türportale. Im Hof blieb die ursprüngliche Wirrsteinpflasterung erhalten. Der Hof beeindruckt durch seine Größe, dominante Ortslage und Authentizität des weitgehend einheitlich gestalteten Baubestandes aus dem 19. Jahrhundert Er ist der größte und wohl am besten erhaltene Bauernhof des Ortes und erlangt somit neben seinem bau- und sozialgeschichtlichem Wert auch ortsgeschichtliche und ortsbildprägende Bedeutung. | 09208524 |
| Weitere Bilder                          | Sühnekreuz | Gallschützer Straße 3 (bei) (Karte) | 15./16. Jahrhundert | Von regionalgeschichtlicher Bedeutung. Mord- und Sühnekreuz, ein Kreuzarm abgebrochen. Aufstellungszeit unbekannt. Unter dem Stein in Schrebitz soll ein Schmiedemeister mit seinen Gesellen begraben sein, die bei einem Überfall während des Dreißigjährigen Krieges von Schweden ermordet wurden. Nach Kuhfahl (Die alten Steinkreuze in Sachsen. Dresden 1928) entstand wohl der Hauptteil der vorhandenen Sühnekreuze im Zeitraum vom 12. Jahrhundert bis zum Ende des 16. Jahrhunderts. „Die überwiegende Zahl der Steinkreuze (seien) als Sühnekreuze für begangenen Totschlag vom Täter an Stelle der Blutrache oder peinlicher Strafe aufgestellt“ worden. Steine, welche aus anderen Gründen gesetzt wurden und deren Zweck urkundlich belegt ist, sind selten anzutreffen. Vielfach sind derartige Kreuze zerstört oder entfernt worden, so dass der Schutz der noch verbliebenen Steine zumeist wichtige Zeugen der Justizgeschichte sind. Denkmalwürdig sind daraus folgend auf Grund ihrer regionalgeschichtlichen Bedeutung. | 09208523 |
| Direkt Bild zu diesem Denkmal hochladen | Häusleranwesen | Gallschützer Straße 11 (Karte)      | 1. Hälfte 19. Jahrhundert | Bildprägender Fachwerkbau in weitgehend originalem Zustand von baugeschichtlichem und sozialgeschichtlichem Wert. Erdgeschoss massiv, Obergeschoss Fachwerk, Giebel verbrettert, Satteldach. | 09208527 |
| Direkt Bild zu diesem Denkmal hochladen | Zwei Kalköfen (Kammerkalkofenanlage, sogenannte „Kalkschneller“) | Kalkstraße 4 (bei) (Karte)          | Vor 1840 | Von technik- und regionalgeschichtlichem Interesse als einmaliges Denkmal der vorindustriellen Baustoffwirtschaft. Diese Kalkbrennöfen waren bis 1840 in Deutschland allgemein üblich, in denen ein kontinuierliches Brennen von Kalk möglich war. Die Öfen bestehen aus groben Bruchsteinen gefügten Mauerblöcken, die zu mehreren Brennkammern angeordnet sind. In die von oben zu beschickenden Brennöfen wurde der zu brennende Kalk unter gleichzeitiger Zugabe von Koks und Rohbraunkohle in den Brennschacht gegeben, wo, bei einem kontinuierlichen Brennvorgang, aus den Auszugsöffnungen der fertiggebrannte Kalk mit Brennrückständen gezogen wurde. | 09208498 |
| Direkt Bild zu diesem Denkmal hochladen | Wohnhaus | Kleine Kirchgasse 3 (Karte)         | Um 1800 | Markanter, fast turmartiger Fachwerkbau in ortsbildbestimmender Lage nahe der Kirche, vermutlich ehemalige Schule, von bau-, möglicherweise auch ortsgeschichtlichem Wert. Erdgeschoss massiv, Obergeschoss Fachwerk, Krüppelwalmdach. | 09208520 |
| Weitere Bilder                          | Kirche mit Ausstattung sowie Kirchhof, Kirchhofseinfriedung, Treppenaufgang sowie das Erbbegräbnis der Familie Wolf und das Erbbegräbnis der Rittergutsbesitzer Uhlemann | Kleine Kirchgasse 5 (Karte)         | 1500–1520 (Kirche); 1744 (Orgelempore); 1756 (Orgel); um 1900 (Taufe); 1910 (Kirchenfenster)                                    | Bemerkenswerte spätgotische Dorfkirche von baugeschichtlicher, baukünstlerischer und ortsgeschichtlicher Bedeutung | 09208522 |
| Direkt Bild zu diesem Denkmal hochladen | Brücke | Kroppacher Straße (Karte)           | 19. Jahrhundert; vermutlich bezeichnet mit 1839                                                                                 | Alte Ortslage Görlitz, bruchsteinerne Bogenbrücke, verkehrsgeschichtliches Zeugnis. Im Rundbogen gemauerte Bogenbrücke, im oberen Bereich erneuert. | 09208497 |
|                                         | Herrenhaus eines Bauernhofes | Kroppacher Straße 2 (Karte)         | 1898 | Alte Ortslage Görlitz, weitgehend original erhaltenes Beispiel herrschaftlicher Wohnarchitektur von baugeschichtlichem Wert. 1898 erbautes herrschaftliches Wohnhaus eines großen Bauerngutes. Der zweigeschossige Putzbau weist eine repräsentative Schaufassade mit Mittelrisalit auf. Im Erdgeschoss blieb die ursprüngliche Putznutung erhalten. Weiterhin wird das Gebäude durch ein umlaufendes Gurtgesims gegliedert. Den Hausabschluss bildet ein flachgeneigtes Walmdach. Vor 2011 erfolgte eine denkmalgerechte Sanierung. Das herrschaftliche Wohnhaus unterscheidet sich grundlegend von traditionellen ländlichen Wohnhäusern in diesem Landschaftsraum. Es diente ausschließlich Wohnzwecken bzw. Verwaltungszwecken. Die Abkehr vom traditionellen Wohnstallhaus und die gleichzeitige Annäherung an bürgerlichen Wohnkomfort ist eine charakteristische Entwicklungstendenz, die bei großen Bauerngütern im ausgehenden 19. Jahrhundert in der Lommatzscher Pflege festzustellen ist. Sie sind Resultat der landwirtschaftlichen Entwicklung der Lommatzscher Pflege im 19. Jahrhundert. Als authentisch erhaltenes Beispiel dieser Entwicklung kommt dem genannten Gebäude eine große baugeschichtliche und regionalgeschichtliche Bedeutung zu. | 09208532 |
| Direkt Bild zu diesem Denkmal hochladen | Wohnstallhaus eines Bauernhofes | Kroppacher Straße 10 (Karte)        | Anfang 19. Jahrhundert | Alte Ortslage Görlitz, landschaftstypisches Fachwerkhaus in straßenbildprägender Lage von baugeschichtlichem Wert. Erdgeschoss massiv, Obergeschoss Fachwerk, Giebel Fachwerk, Krüppelwalmdach. | 09208531 |
| Direkt Bild zu diesem Denkmal hochladen | Häuslerhaus | Kroppacher Straße 11 (Karte)        | Bezeichnet mit 1840 | Alte Ortslage Görlitz, weitgehend original erhaltenes Haus in landschaftstypischer Holzbauweise. Erdgeschoss massiv, Obergeschoss Fachwerk verputzt, eine Giebelseite massiv, eine Giebelseite Fachwerk, Frackdach. | 09208530 |
|                                         | Ehemaliges Pfarrhaus | Ostrauer Straße 1 (Karte)           | 1. Hälfte 19. Jahrhundert | Bildprägender Fachwerk-Bau in gutem Originalzustand von bau- und ortsgeschichtlicher Bedeutung. Erdgeschoss massiv, Obergeschoss Fachwerk, im Erdgeschoss steinerne Fenster- und Portalgewände, Schlussstein bezeichnet mit „75“, Krüppelwalmdach, Giebel verkleidet. | 09208514 |
| Direkt Bild zu diesem Denkmal hochladen | Wohnhaus | Ostrauer Straße 6 (Karte)           | Bezeichnet mit 1847 | Ländliches Wohnhaus mit verputztem Fachwerk-Obergeschoss, weitgehend original erhalten, von baugeschichtlichem Wert. Wohnhaus mit Erdgeschoss massiv, Giebel massiv, Obergeschoss Fachwerk, verputzt, im Erdgeschoss und am Giebel steinerne Fenstergewände, steinernes Türgewände mit Bezeichnung 1847, Krüppelwalmdach mit entstellendem Dachausbau. | 09208515 |
| Direkt Bild zu diesem Denkmal hochladen | Ehemaliges Wohnstallhaus | Ostrauer Straße 12 (Karte)          | 2. Viertel 19. Jahrhundert | Ortsbildprägende Lage, in seiner Kubatur auffälliger Bau mit hohem Krüppelwalmdach von baugeschichtlichem und ortsbildprägendem Wert. Zweigeschossiger Massivbau, verputzt, Dachbalkenköpfe vorkragend, Krüppelwalmdach, Erdgeschoss überformt. | 09208516 |

## Sömnitz
| Bild                                    | Bezeichnung                                              | Lage                     | Datierung              | Beschreibung | ID       |
| --------------------------------------- | -------------------------------------------------------- | ------------------------ | ---------------------- | --- | -------- |
| Direkt Bild zu diesem Denkmal hochladen | Seitengebäude eines Vierseithofes                        | Sömnitzer Ring 3 (Karte) | Mitte 19. Jahrhundert  | Bildprägender Fachwerk-Bau in weitgehend originalem Erhaltungszustand von baugeschichtlichem Wert. Erdgeschoss massiv, Obergeschoss Fachwerk, Satteldach, Garagen im Erdgeschoss. | 09208448 |
| Direkt Bild zu diesem Denkmal hochladen | Wohnstallhaus und zwei Seitengebäude eines Vierseithofes | Sömnitzer Ring 4 (Karte) | Anfang 19. Jahrhundert | Intakte Hofstruktur, bildprägende Fachwerk-Gebäude in zeittypischer Gestaltung von baugeschichtlicher und sozialgeschichtlicher Bedeutung. - Wohnstallhaus: Erdgeschoss massiv (Bruchstein), Obergeschoss Fachwerk, Giebelseite massiv, Krüppelwalmdach - Seitengebäude: Erdgeschoss massiv, Obergeschoss Fachwerk, Satteldach - 2. Seitengebäude: Erdgeschoss massiv (Bruchstein), Obergeschoss Fachwerk Hof 2011 denkmalgerecht saniert. | 09208447 |

## Töllschütz
| Bild                                    | Bezeichnung                                                 | Lage                         | Datierung             | Beschreibung | ID       |
| --------------------------------------- | ----------------------------------------------------------- | ---------------------------- | --------------------- | --- | -------- |
|                                         | Gedenkstein für die nicht mehr erhaltene „Blücher Eiche“    | (Flurstück 63) (Karte)       | Bezeichnet mit 1913   | Als Erinnerungsmal für die Völkerschlacht von regionalgeschichtlicher Bedeutung „Blücher Eiche 18. Oktober 1913“. Die „Blücher-Eiche“ gepflanzt am 18. Oktober 1913 vom Bürgermeister des Dorfes Töllschütz. Neben der Eiche wurde ein Gedenkstein mit der Inschrift „Blücher Eiche 18. Oktober 1913“ aufgestellt. Die Eiche und der Gedenkstein sollten an die Völkerschlacht bei Leipzig, insbesondere an die Verdienst des preußischen Generalfeldmarschalls Gebhard Leberecht von Blücher, Fürst von Wahlstatt erinnern, der mit den von ihm geführten Truppen am 16. Oktober 1813 in der Völkerschlacht bei Leipzig die Truppen des französischen Marschall Marmont bei Möckern vollständig besiegte. Inzwischen musste die Eiche gefällt werden. Der Stein blieb am ursprünglichen Standort erhalten. Der Denkmalwert dieses Gedenksteins ergibt sich aus seiner regionalgeschichtlichen Bedeutung. | 09208502 |
| Weitere Bilder                          | Kriegerdenkmal für die Gefallenen des Ersten Weltkrieges    | Kiebitzer Straße 16 (Karte)  | Nach 1918             | Von ortsgeschichtlicher Bedeutung. Steinstele aus Porphyr, Namen der Gefallenen, Relief mit Helm und Eichenlaub. | 09208504 |
| Weitere Bilder                          | Scheune                                                     | Kiebitzer Straße 17 (Karte)  | Mitte 19. Jahrhundert | Bildprägende Fachwerk-Scheune, guter Originalzustand von baugeschichtlichem und ortsbildprägendem Wert. Fachwerk-Konstruktion, Giebelseiten massiv, Satteldach (Schieferdeckung). | 09208503 |
| Direkt Bild zu diesem Denkmal hochladen | Wohnstallhaus, ehemaliges Ammenhaus des Rittergutes Kiebitz | Kiebitzer Straße 17a (Karte) | Bezeichnet mit 1832   | Kleines, eingeschossiges Gebäude, aus Bruchsteinen errichtet, originaler Türstock mit d.em Schlussstein von bau- und ortsgeschichtlichem Wert. Zum Teil originale Steingewände, Krüppelwalmdach (neue Deckung), zum Teil originale Fenster, an einer Längsseite späterer Anbau. | 09208505 |

## Trebanitz
| Bild                                    | Bezeichnung | Lage              | Datierung       | Beschreibung | ID       |
| --------------------------------------- | ----------- | ----------------- | --------------- | --- | -------- |
| Direkt Bild zu diesem Denkmal hochladen | Brücke      | Trebanitz (Karte) | 19. Jahrhundert | Bruchsteinerne Bogenbrücke, verkehrsgeschichtliches Zeugnis, guter Originalzustand. Im Rundbogen gemauert, Oberbau ist erhalten. | 09208462 |

## Zschaitz
| Bild                                    | Bezeichnung | Lage                           | Datierung | Beschreibung | ID       |
| --------------------------------------- | --- | ------------------------------ | --- | --- | -------- |
| Direkt Bild zu diesem Denkmal hochladen | Wohnhaus | Am Bahnhofsberg 3 (Karte)      | Um 1890 | Dokumentiert Bautätigkeit im Zusammenhang mit dem Anschluss des Dorfes an die Eisenbahn zum Ende des 19. Jahrhunderts, qualitätvoller gründerzeitlicher Putzbau von bau- und ortsentwicklungsgeschichtlicher Bedeutung. Zweigeschossiger Putzbau, aufwendig gestaltete Fenstergewände, Putznutung, Satteldach, dokumentiert Bautätigkeit zum Ende des 19. Jahrhunderts, qualitätvolle Putzgliederung, typisch für Gründerzeit. | 09208913 |
| Weitere Bilder                          | Empfangsgebäude (Nr. 15) und Bahnwärterhaus (Nr. 17) der Haltestation Zschaitz                                                      | Am Bahnhofsberg 15, 17 (Karte) | 1897 | Empfangsgebäude rot-gelber, dreigliedriger Klinkerbau in zeittypischen späthistoristischen Formen, Obergeschoss teilweise mit Holzverkleidung, auch das Bahnwärterhaus mit Holzverschalung, Bahnstrecke Chemnitz–Riesa (6255; sä. RC) von orts- und verkehrsgeschichtlicher Bedeutung. - Empfangsgebäude: zweigeschossiger Massivbau, Erdgeschoss mit rot-gelben Klinkern verkleidet, Obergeschoss mit rotem Holz verschalt, Satteldach - Bahnwärterhaus: eingeschossig, Holzverschalung, Satteldach - Güterschuppen (2017 oder 2018 abgerissen): Ziegelsockel, Holzverschalung, Satteldach, original erhalten | 09208914 |
| Weitere Bilder                          | Kirche, Grabsteine bzw. Erbbegräbnisse, Kriegerdenkmal 1870/71 und Erster Weltkrieg sowie Kirchhof mit Stütz- und Einfriedungsmauer | Am Kirchberg 1 (Karte)         | 1515 (Turm); 2. Hälfte 16. Jahrhundert (Herr von Arras); 1655/1656 (Altar und Kanzel); 1717 (Saal); 1892 (Orgel)                                                                                              | Ensemble von orts-, kirchen- bzw. baugeschichtlicher Bedeutung. - Grabmäler auf dem Kirchhof: - Grabmal Juliane von Lüttichau: 1696, Sandstein sowie zweites nicht mehr lesbares Grab, Sandstein, Kirchensüdwand - Grabmal Johann Gottlieb und Rosina Maria Dietrich: stehender Stein mit Inschrift, um 1842, Sandstein, Kirchensüdseite - Erbbegräbnis Familie Reinhard Mummert: Rittergutsbesitzer von Lüttewitz, beginnendes 20. Jahrhundert, Grabwand und Gruftumrandung, Sandstein, Kirchennordseite - Erbbegräbnis ohne Namenstafel mit Spruch: „Denn wir haben hier keine bleibende Stätte, sondern die zukünftige suchen wir.“ (Hebräer 13, 14), Granitwand mit bekrönendem Kreuz und Grabeinfassung, Kirchennordseite - Erbbegräbnis Familie Eckelmann: Gutsbesitzer in Ottewig, stehende Grabsteine, Granit, Ende 19. / Anfang 20. Jahrhundert, schmiedeeiserne Einfassung, Kirchennordseite - Kriegerdenkmale: - Kriegerdenkmal Deutsch-Französischer Krieg 1870/1871: imitierter Fels mit Granitkubus mit Inschrift „Zur Erinnerung an die im Kriege von 1870–1871 für das Vaterland Gefallenen Friedensschluß ...“, Nordseite Kirche unter einem Baum (vermutlich Gedenkbaum) - Kriegerdenkmal Erster Weltkrieg: monumentale, gemauerte Anlage unterhalb der Kirchennordseite bekrönt von Stein mit großem Kreuz und Lorbeerlaub, darunter Inschrift „Unseren Helden“, teilweise Sandstein - Sonstige Anlagenteile: Stütz- und Einfriedungsmauern sowie Treppe am Zugang zur Kirche, Mauern als Zyklopenmauerwerk ausgeführt, ortsbildprägend, markant für Zschaitz | 09208906 |
| Direkt Bild zu diesem Denkmal hochladen | Ehemaliges Diakonat und Kirchschule                                                                                                 | Am Kirchberg 3, 5 (Karte)      | 1824 | Bildprägender Fachwerk-Bau in Nachbarschaft zur Kirche von ortsgeschichtlichem Wert. - Diakonat (altes Schulhaus): Erdgeschoss massiv, Obergeschoss Fachwerk – verputzt bzw. verbrettert, Giebelseiten massiv, Krüppelwalmdach, Steingewände im Erdgeschoss noch original - Seitengebäude (Streichung 2015): Bruchsteinbau verputzt, durch Sanierung entstellend verändert | 09208907 |
| Direkt Bild zu diesem Denkmal hochladen | Pfarrhaus | Am Kirchberg 6 (Karte)         | Bezeichnet mit 1801 | Repräsentativer, das Ortsbild maßgeblich prägender Putzbau von orts- und baugeschichtlicher Bedeutung. Zweigeschossig, massiv, im Erdgeschoss profilierte Steingewände, originaler Türstock, Krüppelwalmdach. | 09208912 |
| Direkt Bild zu diesem Denkmal hochladen | Stützmauer entlang der Grundstücke sowie vier Bergkeller                                                                            | Am Kirchberg 8, 10 (Karte)     | 19. Jahrhundert | Das Ortsbild maßgeblich prägende Böschungsmauer und Bergkeller, möglicherweise ursprünglich zum gegenüberliegenden Gasthof gehörend, bau- und heimatgeschichtlich von Bedeutung. Die vier Bergkeller liegen genau dem Dorfgasthof gegenüber. Die Bauzeit ist nicht bekannt. Ihre Zugänge werden von der Bruchsteinmauer umfasst, welche die Grundstücksbegrenzung der Grundstücke Am Kirchberg 8 und 10 (Flurstücksnummer 44/3 und 44/4) sowie Am Kirchberg ohne Hausnummer (Flurstück 44/5) bildet. Die Bruchsteinmauern stellen im Zusammenklang mit weiteren Bruchsteinmauern im Dorf (beispielsweise die Einfriedungen des Pfarrhauses und des Kirchhofes) ein maßgeblich das Ortsbild prägendes Element dar. Der Denkmalwert ergibt sich demnach aus der ortsbildprägenden, aber auch aus der bau- bzw. heimatgeschichtlichen Bedeutung. | 09305735 |
| Direkt Bild zu diesem Denkmal hochladen | Wohnhaus | Am Kirchberg 9 (Karte)         | 1883 | Gründerzeitliches, städtisch anmutendes Wohnhaus im Dorfkern in gutem Originalzustand, baugeschichtlich von Bedeutung. Zweigeschossig, massiv, originale Sandsteingewände, alte Putzhaut mit Gliederung (Nutung), profiliertes Sandsteinportal, originale Haustür und Winterfenster. | 09208909 |
| Direkt Bild zu diesem Denkmal hochladen | Gasthof „Zur Post“ | Am Kirchberg 12 (Karte)        | 1845 | Breitgelagerter Putzbau mit zurückhaltenden Gliederungen in spätklassizistischen Formen, Teil der Bebauung im Dorfkern, bau- und ortsgeschichtlich von Bedeutung | 09307235 |
| Direkt Bild zu diesem Denkmal hochladen | Parentationshalle und Erbbegräbnisse auf dem Friedhof                                                                               | Zur Siedlung (Karte)           | Um 1823 (Parentationshalle); 1866 (Erbbegräbnis Familie Richter); um 1900 (Erbbegräbnis Familie Richter aus Döschütz); nach 1900 (Erbbegräbnis Familie Roßberg); um 1906 (Grabmal Familie Risse aus Mischütz) | Oberhalb des Dorfes gelegene Friedhofsanlage mit altem Baumbestand, mit denkmalwürdiger Parentationshalle aus der Anlagezeit des Friedhofes und historischen Gräbern, ortshistorisch von Bedeutung. 1823 erwarb das Dorf ein Stück des Pfarrlehns und legte dort einen neuen, später noch erweiterten Gottesacker an. Dieser blieb immer eine schlichte Anlage, der vermutlich keine gärtnerische Planung zugrunde liegt. Aus der Anlagezeit des Friedhofes dürfte die als Einzeldenkmal ausgewiesene Parentationshalle stammen. Nur wenige historische Grabmale aus der 2. Hälfte des 19. Jahrhunderts und der Zeit um 1900 blieben erhalten. - Parentationshalle: eingeschossiger Putzbau mit Vorhalle, dort zweijochige Bogenstellung auf einer niedrigen Säule, vermutlich mit Anlage des neuen Friedhofes um 1823 erbaut - Grabmale: - Erbbegräbnis: Familie Friedrich August Richter aus Döschütz, Granitkreuz, um 1900 - Grabmal Familie Risse aus Mischütz: Sandstein mit Granittafel, um 1906 - Erbbegräbnis Familie Richter: Rittergutsbesitzer auf Lüttewitz, 1866 - Erbbegräbnis: Familie Roßberg, auf Münchhof und Trebanitz, o. J., Sandsteinwand mit mittig angeordnetem Säulenportikus Die Parentationshalle sowie die o. g. Grabmale erlangen als historische bauliche Zeugnisse des neuen Gottesackers von Zschaitz ortsgeschichtliche Bedeutung. | 09208915 |

## Zschochau
| Bild                                    | Bezeichnung                                                                         | Lage                                 | Datierung                                                          | Beschreibung | ID       |
| --------------------------------------- | ----------------------------------------------------------------------------------- | ------------------------------------ | ------------------------------------------------------------------ | --- | -------- |
| Weitere Bilder                          | Kirche mit Ausstattung, Kirchhof und Kirchhofsmauer sowie gruftartiges Erdbegräbnis | An der Kirche (Karte)                | 1866–1867 (Kirche und Ausstattung); 1867 (Orgel); 1875 (Altarbild) | Ortsbildprägend auf Anhöhe gelegen, von kirchengeschichtlicher Bedeutung. Die Kirche ist umgeben vom alten Kirchhof, welcher eingefasst wird durch eine noch erhaltene umlaufende Mauer. Von der Straße kommend, befindet sich rechts neben dem Hauptzugang ein gruftartiges Erbbegräbnis, welches durch gewölbte Steinplatten abgedeckt ist. Für die Dorfbewohner gehörten die Kirche sowie der Friedhof immer zu ihrem alltäglichen bzw. sonntäglichen Leben. Gottesdienste, feierliche Anlässe und Trauer verbanden die Dorfbevölkerung mit der Kirche und dem umgebenden Kirchhof. Der Denkmalwert von Kirche, Kirchhof (Nebenanlage) und der umgebenden Mauer ergibt sich demnach aus deren ortsgeschichtlicher Bedeutung. Das gilt auch für die Familiengruft neben dem Eingang (Rittergutsbesitzer?). Hervorzuheben ist auch die besondere ortsbildprägende Bedeutung von Kirche und Kirchhof durch die oben beschriebene erhöhte Lage. Evangelische Pfarrkirche (siehe Dehio, Bd. II, Deutscher Kunstverlag 1998, S. 781.). Saalkirche im Rundbogenstil in erhöhter Lage über dem Dorf, nach Brand des Vorgängerbaus durch Baumeister Grellmann aus Mügeln 1866/67 errichtet. 1991/92 restauriert, dabei die Erstfassung des Innenraumes wiederhergestellt. Putzbau mit querhausartigen Erweiterungen, der eingezogene Chor dreiseitig geschlossen. Westturm mit Helmdach. Heller flachgedeckter Saal mit Emporen auf schlanken Pfeilern an drei Seiten, im Chor zweigeschossige Betstuben. Ausstattung aus der Erbauungszeit: Ädikula-Altar mit dem Gemälde Christus in Gethesemane von Ludwig Nieper aus Dresden, 1875. – Im Chor Buntglasfenster mit der Darstellung, Christi Geburt und Auferstehung. – Reizvoller kastenförmiger gusseiserner Ofen an der Saalnordseite, reich mit Rankenornamenten bedeckt, die Füße als Löwenpranken gestaltet. Orgel von Johann Traugott Striegler, 1867 (umgebaut und erweitert von F. F. Keller, 1894). | 09208407 |
| Direkt Bild zu diesem Denkmal hochladen | Wohnstallhaus                                                                       | An der Kirche 22 (neben) (Karte)     | Um 1800                                                            | Weitgehend originales Fachwerk-Gebäude, dokumentiert alte Dorfstruktur, schönes Sandstein-Portal mit Korbbogenabschluss und Schlussstein von baugeschichtlichem Wert. Erdgeschoss massiv, aus Bruchsteinen, Obergeschoss Fachwerk, Krüppelwalmdach, originale Sandsteingewände im Erdgeschoss, originale Haustür. | 09208409 |
| Direkt Bild zu diesem Denkmal hochladen | Grenzstein                                                                          | Mögener Straße 1 (gegenüber) (Karte) | Bezeichnet mit 1767                                                | Regionalgeschichtliche Bedeutung, wurde aus Lützschnitz von Dorfbewohnern hierher gestellt. Beschriftung vorn: Nummer 32, hinten bezeichnet mit 1767, vermutlich vom originalen Standort entfernt und am heutigen Standort aufgestellt. | 09208411 |
| Direkt Bild zu diesem Denkmal hochladen | Grenzstein                                                                          | Mögener Straße 1 (vor) (Karte)       | Bezeichnet mit 1832                                                | Von ortsgeschichtlicher Bedeutung, beschriftet mit „RB“ (für Rittergut Zschochau). Kleiner Sandstein, oben abgerundet, vom ursprünglichen Standort entfernt und am heutigen Standort aufgestellt. | 09208412 |
| Direkt Bild zu diesem Denkmal hochladen | Seitengebäude eines Vierseithofes                                                   | Zum Spitzen 18 (Karte)               | 18. Jahrhundert                                                    | Baugeschichtlich wertvolles Seitengebäude mit seltener Oberlaube. Vermutlich ursprünglich Fachwerkhaus, welches im 19. oder beginnenden 20. Jahrhundert umgebaut wurde. Dabei wurden das Gebäude unterfahren und die Giebel massiv ersetzt. Offenkundig entfernte man dabei auch das Obergeschossfachwerk bzw. erweiterte man das Haus. Die Oberlaube bzw. Teile der Oberlaube blieben erhalten und wurde auf interessante Weise in den Umbau integriert mit rundbogigen Öffnungen, die den Zugang zur Oberlaube ermöglichten. Durch diese ungewöhnliche Integration älterer Bauteile in den Umbau des 19. Jahrhunderts und 20. Jahrhunderts kommt dem Gebäude eine große baugeschichtliche Bedeutung zu, zu dem die Oberlaube ein hohes Alter (möglicherweise 17. Jahrhundert) aufweist. | 09208406 |
| Direkt Bild zu diesem Denkmal hochladen | Zwei Wappenreliefs am ehemaligen Rittergut                                          | Zur alten Schäferei 26 (Karte)       | 1787                                                               | Von ortsgeschichtlicher Bedeutung. Zwei Wappenreliefs aus Sandstein, in die Giebelseiten der Gebäude eingelassen. | 09208413 |

## Zunschwitz
| Bild                                    | Bezeichnung    | Lage                       | Datierung           | Beschreibung                                                                                     | ID       |
| --------------------------------------- | -------------- | -------------------------- | ------------------- | ------------------------------------------------------------------------------------------------ | -------- |
| Direkt Bild zu diesem Denkmal hochladen | Mühlenwohnhaus | Ottewiger Straße 6 (Karte) | Bezeichnet mit 1807 | Von ortsgeschichtlicher Bedeutung, guter Originalzustand, baukünstlerisch interessanter Türstock | 09208925 |

## Tabellenlegende
- Bild: Bild des Kulturdenkmals, ggf. zusätzlich mit einem Link zu weiteren Fotos des Kulturdenkmals im Medienarchiv Wikimedia Commons. Wenn man auf das Kamerasymbol klickt, können Fotos zu Kulturdenkmalen aus dieser Liste hochgeladen werden:
- Bezeichnung: Denkmalgeschützte Objekte und ggf. Bauwerksname des Kulturdenkmals
- Lage: Straßenname und Hausnummer oder Flurstücknummer des Kulturdenkmals. Die Grundsortierung der Liste erfolgt nach dieser Adresse. Der Link (Karte) führt zu verschiedenen Kartendiensten mit der Position des Kulturdenkmals. Fehlt dieser Link, wurden die Koordinaten noch nicht eingetragen. Sind diese bekannt, können sie über ein Tool mit einer Kartenansicht einfach nachgetragen werden. In dieser Kartenansicht sind Kulturdenkmale ohne Koordinaten mit einem roten bzw. orangen Marker dargestellt und können durch Verschieben auf die richtige Position in der Karte mit Koordinaten versehen werden. Kulturdenkmale ohne Bild sind an einem blauen bzw. roten Marker erkennbar.
- Datierung: Baubeginn, Fertigstellung, Datum der Erstnennung oder grobe zeitliche Einordnung entsprechend des Eintrags in der sächsischen Denkmaldatenbank
- Beschreibung: Kurzcharakteristik des Kulturdenkmals entsprechend des Eintrags in der sächsischen Denkmaldatenbank, ggf. ergänzt durch die dort nur selten veröffentlichten Erfassungstexte oder zusätzliche Informationen
- ID: Vom Landesamt für Denkmalpflege Sachsen vergebene, das Kulturdenkmal eindeutig identifizierende Objekt-Nummer. Der Link führt zum PDF-Denkmaldokument des Landesamtes für Denkmalpflege Sachsen. Bei ehemaligen Kulturdenkmalen können die Objektnummern unbekannt sein und deshalb fehlen bzw. die Links von aus der Datenbank entfernten Objektnummern ins Leere führen. Ein ggf. vorhandenes Icon  führt zu den Angaben des Kulturdenkmals bei Wikidata.

## Ausführliche Denkmaltexte
1. ↑  Vierseithof Auterwitz 6, 7 in Auterwitz:

Ursprünglich Vierseithof, bestehend aus einem Wohnstallhaus, zwei Seitengebäuden und einer Scheune. Eines der Seitengebäude (westlicher Hofabschluss) wurde nach 1993 abgebrochen, die verbliebenen Gebäude wurden saniert.

Das Wohnstallhaus, heute Auterwitz Nummer 7, wurde laut Inschrift am Türstock des Hauses 1810 erbaut. Es handelt sich hierbei um ein zeit- und landschaftstypisches Bauernhaus auf längsrechteckigem Grundriss, massivem, aus Bruchsteinen bestehendem Erdgeschoss und einem Fachwerk im Obergeschoss. Abgeschlossen wird das Gebäude von einem Satteldach. Erhalten blieb der bauzeitliche Türstock mit der Bezeichnung „CFL 1810“.

Den östlichen Hofabschluss bildet die große Scheune (Auterwitz Nummer 6), welche 1876 im Auftrag des Bauern Johannes Lehmann vom Maurermeister Franz Haufe aus der näheren Umgebung erbaut wurde. Den großen Putzbau prägen zwei große Segmentbogentore sowie die Rundfenster (Lüftungsöffnungen) im Drempelgeschoss. Wesentliche bauliche Veränderungen sind nicht feststellbar.

Den östlichen Hofabschluss bildet das vermutlich zeitgleich mit der Scheune erbaute Seitengebäude (Auterwitz Nummer 6) mit zweijochiger Kumthalle, ebenfalls ein zweigeschossiger Putzbau mit Satteldachabschluss. Bemerkenswert ist die gut erhaltene Hofpflasterung.

Ergänzt wird das Bauensemble durch eine Toreinfahrt und Pforte, welche möglicherweise um 1938 erbaut wurden, sowie die erneuerte Garteneinfriedung entlang des Wirtschaftsweges, den Resten des Bauerngartens und einem Keller im Gartenbereich. Bemerkenswert ist die gut erhaltene Hofpflasterung.

Der Denkmalwert dieses authentisch erhaltenen Bauernhofes ergibt sich aus seiner bau- und sozialgeschichtlichen (heimatgeschichtlichen) Bedeutung als Zeugnisse der ländlichen Lebensweise des 19. und 20. Jahrhunderts sowie als Beleg ländlichen Bauhandwerks des genannten Zeitraums.
2. ↑  Friedhof Jahna (Sachgesamtheit):

Der Gottesacker befindet sich außerhalb des Dorfes auf einer Anhöhe, auf der wohl einst das Burgwardium ad Ganam als die erste hiesige deutsche Ansiedlung gestanden haben mag. Der älteste Teil ist der nordwestliche, die jetzige Abteilung C. Schon 1599 wurde er um 36 Ellen nach dem Dorfe zu verlängert (obere Abteilung A), 1839 wurde er abermals um 161 Quadratruten nach Süden verbreitert (obere Abteilung B, ganz D und E) und mit einer Sprechhalle versehen, wobei der Braugutsbesitzer Wachwitz in Jahna durch Abtretung des Areals und Ausfüllung des sehr tiefen Hohlwegs, der bis dahin längs des Gottesackers hinlief, … . Er übernahm die Herrichtung der ganzen Anlage und Umfassungsmauer gegen billige Entschädigung. Nun entstanden bald die vielen Erbbegräbnisse und Grüfte, die den oberen Gottesacker heute zieren. Als nun auch noch Heinrich Hensel auf Leschen und Gutsbesitzer zu Clanzschwitz, 1844 zum Ehrengedächtnis seiner zu Pulsitz verstorbenen Verwandten „die Eulitz’sche Stiftung“, bestehend in Wohnhaus des Gottesackerwärters mit eingebauter Leichenkammer erbaut und geschenkt hatte, …, war der Grund gelegt zu der jetzigen Gestaltung des Gottesackers, in der er wohl kaum von einem anderen ländlichen Gottesacker Sachsens übertroffen wird. … Im Jahre 1880 wurde der Gottesacker noch um 150 Ruten nach dem Dorfe zu verlängert (untere Abteilung A und B) und mit den nötigen Baumanlagen daselbst versehen. Die Weihe fand am 4. Juli bei Gelegenheit der seit langer Zeit hier auf dem Gottesacker üblichen Johannisfestfeier statt. … Die zwei Eichen am Thor sind 1881, die übrigen Bäume auf dem älteren Teile schon um 1840 gepflanzt." (Fraustadt, Albert: Die Parochie Jahna. in: Neue Sächsische Kirchengalerie. Die Ephorie Oschatz. Leipzig 1901, S. 371–372.)

„Vom schmiedeeisernen Eingangstor aus führt eine hohe Lindenallee nach der gegenüberliegenden, steil abfallenden Nordwestmauer, während Kastanienbäume die im Frühsommer ihre rot- und weißblühenden Kerzen aufstecken, die ältesten, höchsten Teile mit den dorfwärts gelegenen neueren verbinden. … Wesentlich zahlreicher als die Barock- und Rokokoformen sind auf dem Jahnaer Friedhofe die des Klassizismus und der Romantik vertreten. … Kreuz und quer haben wir unsere Schritte gelenkt über die älteren Teile des Jahnaer Friedhofs… Schutz aber auch den Erinnerungsmälern aus totem Stein! Ihr Material ist der leicht zu bearbeitende, aber auch leicht verwitternde Sandstein, dessen Transport von den Brüchen in der Sächsischen Schweiz bis nach Meißen, Zehren oder Riesa ja einfach und billig war. Ob die Denkmäler von tüchtigen Steinmetzmeistern der nahen Klein- und Mittelstädte oder gar unter dem Einfluss von Leipziger oder Dresdner Künstlern geschaffen worden sind, wird sich vielleicht kaum feststellen lassen. Ausgeschlossen erscheint es nicht, daß wohlhabende Bauern der Lommatzscher Pflege hier und da einem Künstler aus den beiden Großstädten einen Auftrag erteilt und daß die schon vor 100 und mehr Jahren weithin berühmten Friedhöfe in Leipzig und Dresden (Johannis- und Eliasfriedhof) ihre Wirkung bis in ein so entlegenes Dorf ausgestrahlt haben. Wenigstens die hervorragendsten alten Grabdenkmäler auch der Dorffriedhöfe möchten noch auf recht lange Zeit erhalten werden.“ (Große, Martin: Der Friedhof in Jahna. in: Mitteilungen des Landesvereins Sächsischer Heimatschutz e. V. Bd. 28. 1939, S. 231ff.)

Neuere umfassende wissenschaftliche Untersuchungen zum Friedhof Jahna liegen nicht vor, so dass nach wie vor ungeklärt bleibt, aus welchen Gründen schon vor 1599 der alte Friedhof abseits der Kirche angelegt worden war. Neben der urkundlich belegten Erweiterung des bereits offensichtlich schon existierenden Friedhofes im Jahr 1599, wird die Existenz des Friedhofes auch durch die Kartierung auf Blatt 251 des „Ur-Öder“ aus dem Zeitraum 1586–1634 eindeutig belegt. Im Manuskript liegt eine restauratorische Untersuchung zu verschiedenen Einzelgräbern vor, in der allerdings nicht auf die Friedhofsgeschichte eingegangen wird. Der Friedhof gehört unzweifelhaft zu den bedeutendsten Dorffriedhöfen in Sachsen auf Grund der Besonderheit seiner Lage, seines nachweisbaren Alters und der bedeutenden Anzahl kunstwissenschaftlich und regionalgeschichtlich bedeutsamer Grabdenkmale. Auch die sehr frühe gärtnerische Gestaltung des Friedhofes muss besonders hervorgehoben werden. Der Denkmalwert dieses herausragenden Friedhofes ergibt sich demnach aus seiner friedhofs-, kunst-, garten- sowie regionalgeschichtlichen Bedeutung.
3. ↑  Einzeldenkmale auf dem Friedhof Jahna:
  - Gräber
    - Grabmal Gottl. Wilhelm Thomas, Gutsbesitzer (1834–1873): zweitverwandter Grabstein mit figürlicher Darstellung auf der Rückseite, Grabfeld D, Schrifttafel Granit schwarzschwedisch, Sandstein, 1873/1902, 170 × 96 × 40 cm
    - Grabmal Familie M. Horst und Claus: Bauernfamilie, Grabfeld D, Marmor hell, 1878, 280 × 270 × 45
    - Erbbegräbnis Familie Ernst Wilhelm Merzdorf: Gutsbesitzer auf Merzdorf (1821–1892) u. a. für Auguste Marie Merzdorf (1841–1923), Johann Gottlob Merzdorf (1791–1841), Johanna Friederike Merzdorf (1797–1876), Grabfeld D, Schrifttafel weißer Granit, Sandstein, 1876, 400 × 290 × 50 cm
    - Grabmal Familie Rossberg aus Schmorren: Grabfeld D, Sandstein, 2. Hälfte 19. Jahrhundert, 220 × 80 × 40
    - Grabmal Moritz Köhler aus Pulsitz: Grabfeld D, Sandstein, Schrifttafel Granit schwarzschwedisch, um 1900, 230 × 60 × 70
    - Grabmal mit Christusstatue: Namen unbekannt, Sandstein, 250 × 70 × 70
    - Grabmal: Namen unbekannt, Sandstein, 250 × 80 × 60
    - Grabmal Familie Schleinitz aus Delmschütz: Sandstein – Kreuz mit eingesetzten Glasplatten mit Beschriftung bzw. Carl Gottlieb Wilhelm, um 1865, 250 × 110 × 45
    - Grabmal Familie Christian August Eulitz: Cottaer Sandstein, Stele, 1841, 220 × 100 × 70
    - Grabmal Familie Johann Gottlieb Eulitz: Sandstein, 1842, 280 × 120 × 50
    - Grabmal Familie Wilhelm Steudten: Granit schwarzschwedisch, Reliefplatte mit Christusdarstellung aus Marmor, 1916
    - Erbbegräbnis Familie Reinhardt: Sandstein, 1829/1894, 430 × 510 × 40
    - Grabmal Familie Wilhelm: Sandstein, Schrifttafeln Granit schwarzschwedisch zwei Stück, vermutlich 1917, 200 × 240 × 35
    - Erbbegräbnis – Wandstele – Familie Richter (u. a. Moritz Emil Richter – Gutsbesitzer aus Jahna, Wilhelm Emil Ernst Richter – verst. 1889 usw.), Sandstein, um 1886, 400 × 340 × 50
    - Grabmal eines Unbekannten (nicht lesbar): um 1840, Obelisk mit baldachinartiger Bekrönung, ursprünglich mit Urne, Sandstein, um 1825, 170 × 60 × 60
    - Grabmal des Erbmüllers Wagner aus Binnewitz, verst. 1804 und für dessen Ehefrau Anna Regina geb. Hannß aus Rockzahn: verst. 1806, Sockel mit Trauernder, Sandstein, um 1804 oder 1806, 200 × 120 × 70
    - Grabmal Christian Benjamin Theuerkauf (1761–1826), Sandstein-Obelisk, 280 × 65 × 65, Halbhufengutsbesitzer und Schankwirt in Weichteritz sowie seine erste Gattin Johanne Rosine verst. 1824, Grabmal vermutlich von 1824, weiterhin für: Friedrich Adolph Kretzschmar (1847–1864) und Johann Gottlieb Schmieder (1777–1827)
    - Grabmal Frau Anna Regina Hennig geb. Gühne (1757–1782) aus Ostrau und Herr Johann Gottlieb Hennig (aus Rochzahn, verst. 1816) sowie Johann Gottlieb Gühne (Pferdner in Ostrau, verst. 1811) und dessen Ehefrau Anna Rosine geb. Zimmermann (verst. 1794) aus Ostrau: Säule mit Schrifttafeln, Inschrift „Hier ist die Ruhestätte eines christlichen Ehepaares“ ursprünglich auf zwei Schrifttafeln Sandstein, um 1782, 160 × 56 × 56
    - Grabmal für Johann George Eulitz in Pulsitz (verst. 1783) und dessen Ehefrau Anna Rosina geb. Striegler aus Zschaitz: Sandstein, vermutlich 1783, 230 × 100 × 20
    - Grabmal für Johann Andreas Oehmichen, Bauer zu Weichteritz (verst. 1815) und dessen Ehefrau Anna Regina geb. Conrad von Zeicha (verst. 1792): errichtet 1793 laut ursprünglich vorhandener Inschrift, 200 × 110 × 40
    - Grabmal für den Gutsbesitzer Johann Ernst Müller aus Pulsitz (1762–1842) und Rosine Marie Müller (1771–1843): Sockel mit Urne, Sandstein, um 1842, 220 × 66 × 66
    - Grabmal Familie Kretzschmar aus Weichteritz, zuerst verst. Erasmus Kretzschmar 1783, weiter für Joh. Carl Kretzschmar und dessen Ehefrau Johanne Sophie geb. Hensel: Familie Kretzschmar war eine bereits mehr als 300 Jahre in Weichteritz ansässige Bauernfamilie, Sandstein, 1721/1807 (?), 160 × 70 × 20
    - Grabmal – vermutlich Johann Gottlieb Andrä, Besitzer des Brau- und Schenkgutes zu Pulsitz: Sandstein, eventuell um 1767, 180 × 63 × 63
    - Grabobelisk Johann Andreas Conrad (Gutsbesitzer in Teicha) und seine Frau Johanne Rosine geb. Thomas (beide in der Nacht zum 9. Januar 1809 ermordet durch einen Verwandten): Sandstein, 1809, 380 × 84 × 84
    - Grabmal – vermutlich Johann Friedrich Richter, Gutsbesitzer in Clanzschwitz (?) und der Ehefrau Christiane Wilhelmine Richter: Sandstein, um 1820, 150 × 60 × 60
    - Grabmal Christian Ernst Conrad: Sandstein, vermutlich 1861, 240 × 86 × 45
    - Grabmal – Name unbekannt: Sandstein, um 1800, ursprünglich mit Säule und Urne, 130 × 55 × 55
    - Grabmalfragment mit kauernder (Trauernder) Figur: Sandstein, um 1800, 170 × 70 × 45
    - Grabmal Johann George Hanß (1753–1812), Gutsbesitzer in Binnewitz, und Ehefrau Rosina Maria geb. Beyrich (1746–1814): Sockel mit Trauernder, Sandstein, um 1812, 190 × 80 × 45
    - Grabmal Ernst Adolf Moritz sowie Christine Friderike Moritz geb. Hänsel aus Binnewitz verst. 1836 (?): Sandstein, um 1836, Inschrift heute nicht mehr lesbar, 260 × 90 × 45 (Abbildung mit lesbarer Inschrift in Altakten des Landesamtes für Denkmalpflege von 1957)
    - Grabmal mit Doppelurne des Johann Andreas Oehmichen, Gutsbesitzer in Pulsitz (gest. 1822) und dessen Ehefrau Johanna Elisabeth geb. Kretzschmar von Kreinitz, gest. 1813: Sandstein, 130 × 75 × 75
    - Grabmal Ella Maria Clauß: Sandstein, um 1800, (2014 nicht aufgestellt), 110 × 50 × 50
    - Grabmal Familie Krauspe und Pfeiffer: Sandstein, 1876, 190 × 90 × 46
    - Grabmal für Johann Christian Andrä (verst. 1798), Churfürstlich Sächsischer Geleitseinnehmer zu Pulsitz, Besitzer des Erbbrauschenkguts zu Pulsitz und seine Ehefrau Johanne Rosine geb. Eulitzin (verst. 1808): Sandstein, 1798, 220 × 67 × 67, Andrä war Chursürstlich Sächsischer Geleitseinnehmer zu Pulsitz, Besitzer des Erbbrauschenkgutes in Pulsitz
    - Grabmal Johann Christian Wilhelm, Gutsbesitzer aus Jahna, verst. 1825: Obelisk mit baldachinartiger Bekrönung, ursprünglich mit Urne, Sandstein, um 1825, 200 × 70 × 70
    - Erbbegräbnis – Wandstelle – Name nicht mehr vorhanden: Sandstein, um 1900, 390 × 320 × 60
    - Grabmal Familie Reinhardt, u. a. für Georg Günther Reinhardt verst. 1923: Sandstein, Schrifttafel Granit schwarzschwedisch, 1923, 380 × 320 × 60
    - Grabkreuz ohne Bezeichnung: Sandstein, ohne Jahr, 200 × 70 × 47
    - Grabmal Familie Moritz Richter mit Einfriedung: vermutlich Granit, 1910
    - Obelisk: „Zum Gedächtnis unserem einzigen Sohn und Bruder Oscar Däweritz, geb. 28. November 1849, Vicefeldwebel beim Regt. 107, verwundet bei St. Privat 18. August 1870, gest. d. 6. September 1870 und begraben.“, Sandstein, Granit, vermutlich um 1871
    - Grabmal Ella Maria Clauß (1936–1942), Heinz Franz Krauspie (1801–1849), Christian Reinhold K. (1841 …): Familie Krauspie waren Gutsbesitzer in Salbitz, Grabmal vermutlich 1842
    - Grab-Denkmal für Kantor William Große, 1942
    - Grabkreuz für Anna Elisabeth Graf und Curt Guido Graf, verst. 1906 bzw. 1916, um 1906
    - profiliertes Marmorkreuz: heute Grabmal Familie Eulitz, aufgestellt vermutlich Anfang des 20. Jahrhunderts
    - Grabmal: Inschrift nicht lesbar (eventuell Familie Friedrich Wilhelm?), 19. Jahrhundert
    - Erbbegräbnis Familie Striegler aus Schmorren: um 1910, Grabstein, Abdeckung Gruft, Steineinfassung

  - weitere Einzeldenkmale auf dem Friedhof:
    - Parentationshalle neben dem Haupteingang, 1. Hälfte 19. Jahrhundert, Bau aus gehauenen Natursteinen mit Eckpfeilern, rundbogigem Eingangsportal, Satteldach
    - Einfriedungsmauer umlaufend, vermutlich in mehreren Etappen erbaut – um 1839, 1888
    - Handschwengelpumpe im Grabfeld B, nach 1900

  - zahlreiche wertvolle Grabmäler, z. B. der Familie Eulitz (um 1840), Familie Richter (Gutsbesitzer zu Jahna, Ende 19. Jahrhundert)
4. ↑  Rittergut Kiebitz:

Urkundlich ist das Rittergut seit dem 15. Jahrhundert nachweisbar. Als Eigentümer wird die Familie Dölen genannt, welche das erste Gutshaus errichtete. In den folgenden Jahren wechselten vielfach die Besitzer des Gutes.

Das heutige Herrenhaus wurde vermutlich im Jahr 1707 errichtet. Zeitgleich erhielt das Gut seine Gerichtsbarkeit.

Bis 1850 blieb das Rittergut Kiebitz in privatem Besitz, dann wurde es verstaatlicht und verlor seine Gerichtsbarkeit. Das Gut selbst mitsamt Herrenhaus und Wirtschaftsgebäuden wurde verpachtet und weiterhin privat bewohnt. Wie überall in Sachsen wurden die Besitzer nach dem Zweiten Weltkrieg enteignet. Das Gebäude selbst fiel danach unterschiedlichen Nutzungsarten zu. Noch heute befindet sich das Rittergut Kiebitz in öffentlicher Hand, wird allerdings von Vereinen verwaltet. So hat unter anderem der Heimatverein Mogelin hier eine Ausstellung über historische, landwirtschaftliche Geräte.

Das Herrenhaus steht an der Feldseite des Hofes. Es handelt sich hierbei um einen zweigeschossigen Bau mit massivem Erdgeschoss und verputztem Fachwerkobergeschoss, welches teilweise durch Ziegelmauerwerk ersetzt wurde. Abgeschlossen wird das Gebäude durch ein hohes Satteldach mit halbem Schopf. Im Inneren blieben Reste einer alten Holzdecke erhalten.

Neben dem ehemaligen Herrenhaus wurden auch das Seitengebäude an der Straße und das Torhaus als Kulturdenkmale erkannt und in die Denkmalaufstellung von Kiebitz aufgenommen.

Im rechten Winkel zum Herrenhaus steht das große Torhaus, durch das die Zufahrt zum Hof ermöglicht wird. Der zweigeschossige Putzbau weist eine regelmäßige Fassadengliederung auf mit regelmäßig angeordneten Rechteckfensteröffnungen und mittiger Tordurchfahrt mit Korbbogenabschluss. Die Türen an der Hoftraufseite sind durch Natursteingewände mit waagerechten Verdachungen gerahmt. Zwischen dem Erd- und dem Obergeschoss sowie zwischen dem Obergeschoss und dem Drempelgeschoss gliedern Gesimse die Fassade. Die Hausmitte mit der Tordurchfahrt wird gerahmt durch Putzlisenen. Abgeschlossen wird dieses Gebäude durch ein Walmdach. Zur Dorfstraße wird der Hof durch ein breitlagerndes Seitengebäude mit massivem Erdgeschoss und Fachwerkobergeschoss abgeschlossen. Dieses Haus erhielt ein hohes Mansarddach mit halbem Schopf. Die Gutsanlage prägt maßgeblich das Ortsbild. Die Bauten aus dem 18. und der 1. Hälfte des 19. Jahrhunderts weisen eine zeittypische Gestaltung auf. Ihr guter Originalzustand lässt diese Gebäude zu wichtigen Zeitdokumenten des Bauhandwerks werden. Als ehemaliges Rittergut und Sitz der Gerichtsbarkeit erlangt das ehemalige Rittergut zudem eine große regionalgeschichtliche Bedeutung.

Der Denkmalwert ergibt sich somit aus der regional- und baugeschichtlichen sowie ortsbildprägenden Bedeutung.
5. ↑  Kalkwerk Münchhof:

Über die Ursprünge des Kalkwerks Münchhof ist nichts Näheres bekannt. Es wird vermutet, dass es sich um das älteste Kalkwerk der Gegend (Ostrau und Umgebung) handelt. Das Gut Münchhof gehörte von 1574 bis 1790 der Familie Hummitzsch. Später wechselte der Grundbesitz zur Familie Roßberg. Von dem Roßberg´schen Kalkwerk Münchhof sind zwei Schacht- oder Kesselöfen ("Kalkschneller") erhalten, die vermutlich aus der ersten Hälfte des 19. Jahrhunderts stammen. Die aus Bruchsteinen zusammengefügten, blockartigen Bauten, die östlich an die das Hanggelände stützende Böschungsmauer anschließen, enthalten mehrere trichterförmige Brennkammern ("Kessel"). Kalköfen dieser Art waren als Standardtyp im 19. Jahrhundert weit verbreitet. Der zu verarbeitende Kalkstein (Ostrauer Dolomit) kam aus dem nahegelegenen Kalkbruch. Er wurde unter gleichzeitiger Zugabe von Koks und Rohbraunkohle von oben in die Brennkammern eingebracht. Die Entladung und Ausfuhr des gebrannten Kalks erfolgte nach unten über die nach außen geöffneten Gewölbegänge. Der in diesem Verfahren gewonnene Kalk fand wegen der Verunreinigung durch das Brennmaterial meist ausschließlich als Dünger Verwendung. Die Herstellung von reinerem, als Baustoff geeignetem Kalk erfolgte in der Regel in Ringöfen oder entsprechend konstruierten Schachtöfen. In Münchhof wurde 1893 ein Ringofen errichtet und 1904 kam ein moderner Schachtofen hinzu; beide sind nicht erhalten. Auch die 1909 zwischen den „Kalkschnellern“ eingefügte Kalkmühle wurde nach Stilllegung des Kalkwerks (1960) abgebrochen. Von der Entwicklung des Kalkwerks im 20. Jahrhundert zeugt dagegen noch das Stahlbetongebäude nördlich der beiden Kalköfen. Angaben zu dessen Bauzeit und einstiger Funktion fehlen leider. Höchstwahrscheinlich handelt es sich hier um ein dreiteiliges, von oben zu beschickendes Sumpfkalkbad, in dem der gebrannte Kalk mit Wasser vermischt und längere Zeit eingelagert wurde, sodass sich hochwertiger Sumpfkalk bildete. Beim Einsumpfen entstehen Hitze und Dampf, die über die Lüftungstürmchen des hölzernen Dachaufbaus, in dem sich vermutlich auch Rührwerke für die Sumpfkammern und Förderanlagen befanden, abgeleitet wurden. Als Entstehungszeit des Gebäudes sind die 1920/30er Jahre anzunehmen.

Der  beschriebene  historische  Baubestand  des  ehemaligen  Roßbach´schen  Kalkwerks  ist  es  ein  wichtiges Zeugnis  der  Kalkgewinnung  und  Kalkverarbeitung  im  Raum  Ostrau-Mügeln,  die  für  die  regionalen Entwicklung  prägend  waren.  Dadurch  erlangt  dieser  orts-  und  regionalgeschichtliche  Bedeutung.  Zudem veranschaulicht er technologische Prozesse des Kalkgewerbes bzw. der Kalkindustrie in der Vergangenheit und  verkörpert  damit  auch  einen  technikgeschichtlichen  Aussagewert.  Überdies  ist  das  mutmaßliche Sumpfkalkbad  das  einzige  Gebäude  dieser  Art  im  Gebiet  des  Ostrauer  Kalks,  sodass  neben  dem Dokumentationswert hierfür noch ein Seltenheitswert besteht.
6. ↑  Dorfkirche Schrebitz:

  - Evangelische Pfarrkirche (Dehio Sachsen II. 1998, S. 905f.): Beachtenswerter einschiffiger spätgotischer Kirchenbau, 1. Hälfte 16. Jahrhundert, nachträglich verlängert, der Turm von 1744. Das Innere um 1900 restauriert. Verputzter Bruchsteinbau mit 5/8-Chorschluss und Strebepfeilern. An der Nordseite Kapelle und mehrere Anbauten. Hoher Westturm mit oktogonalem Glockengeschoss und geschweifter Haube (bei Reparaturarbeiten 1965 die Laterne abgenommen). Schiff und Chor mit kunstvollen Netzgewölbe, die rotgefaßten Rippen doppelt gekehlt (die Gewölbeanfänger zum Teil ähnlich der Marienkirche in Torgau). An der Westseite Orgelempore von 1744, die Brüstung mit Blumenmotiven bemalt. Die Kapelle quadratisch, Sterngewölbe. Altar und Taufe in schlichten Jugendstilformen, um 1900. Kleine gotische Sakramentsnische an der Nordwand, über zwei Wappenschilden Nische mit schmiedeeisernem Gitter, darüber Maßwerk. Im Chor Buntglasfenster mit Weinranken und Reben sowie seitlich des Altars Darstellung der Geburt und der Auferstehung Christi, von Bruno Urban, 1910. Orgel mit barockem Prospekt von Hähnel, 1756 (das Werk von Eule verändert). Mauer aus Bruchstein, Erbbegräbnis Fam. Wolf, 1829.
  - Zur Kirchenausstattung gehört seit 1993 eine Eule-Orgel, welche 1913 für die Friedhofskapelle in Hoyerswerda gefertigt wurde. Das aus der Rittmitzer Kirche stammende Sakramentshaus wurde in den 1970er Jahren in die Kirche von Schrebitz eingebaut.
  - Die Kirche befindet sich auf dem alten Kirchhof, welcher durch eine Bruchsteinmauer teils eingefasst wird. Eine markante Treppe mit seitlichen Bruchsteinmauern führt von Südosten zum Kirchhof. Auf dem Kirchhof befinden sich zwei Grabanlagen, welche auf Grund der Bedeutung der hier begrabenen Personen für die Ortsgeschichte bzw. auf Grund ihrer Gestaltung denkmalwürdig sind:
    - Erbbegräbnis I. C. Wolf und Frau: Obelisk mit dahinter befindlicher Grablegung, Lebensdaten I. C. Wolf 1729–1829, Grabanlage vermutlich von 1829
    - Erbbegräbnis der Rittergutsbesitzer Uhlemann: u. a. für Ferdinand Arndt Uhlemann, Kgl. Sächs. Oekonomierat, Rittmeister a. D. (1862–1933), Dr. phil. h. c. Guido Uhlemann, Geheimer Oekonomierat (1824–1904), Grabanlage vermutlich von 1898 für Johanne Hanns, geb. Müller

Der Denkmalwert von Dorfkirche und Ausstattung ergibt sich aus dem ortsgeschichtlichen, baugeschichtlichen und baukünstlerischen Wert. Der Kirchhof mit seinen Bestandteilen (o. g. Grabanlagen, Mauer und Zugangstreppe) sind ortsgeschichtlich bedeutsam bzw. für das Ortsbild prägend.
7. ↑  Dorfkirche Zschaitz, Dehio – Handbuch der deutschen Kunstdenkmäler / Sachsen Band II (S. 1066 f.):

Saalkirche auf einer Anhöhe im Dorfzentrum, von dem 1515 durch einen Rochlitzer Baumeister errichteten Bau nur noch der Westturm erhalten. 1717 Errichtung des Saales, 1749–51 erhöht (bezeichnet an Inschrifttafel an der Südwand). Restaurierung in den 1950er Jahren. Die markanten Betstuben an der Saalnordseite 1973 abgebrochen.

Verputzter Bruchsteinbau mit geradem Schluss, kleine Sakristei an der Ostseite. Turm über quadratischem Grundriss mit angeputzter Eckquaderung, Spitzbogenportal mit verschränktem Stabwerk an der Westseite, Vorhangbogenfenster.

Im Inneren flachgedeckt, Emporen von 1860, an der Nord- und Südseite zweigeschossig, seitlich des Altars als Betstube gestaltet, an der Westseite Orgelempore. Mächtiger Altar von 1655 vom Bildhauer Valentin Otte und dem Maler Johann Richter aus Meißen, 1751 durch Einbau der Kanzel von Otte von 1656 zum Kanzelaltar umgestaltet (das ehemals hier hängende Bild der Kreuzigung jetzt an der Saalnordseite). Der zweigeschossige Aufbau durch korinthische Säulen, verkröpfte Gesimse und Medaillons bestimmt, die plastische Dekoration in reicher Ausformung. In der Predella das gemalte Abendmahl, im Zentrum des Aufbaus Kanzel mit polygonalem Korb, zwischen korinthischen Säulen die geschnitzten Figuren der Evangelisten, darüber der Schalldeckel mit Engeln, die Marterwerkzeuge halten und Ecce-homo-Darstellung. Auf den beiden seitlichen Gemälden Darstellung der Verkündigung und Geburt Christi, in den Medaillons darüber Simson mit den Stadttoren von Gaza und Jonas mit dem Walfisch, begleitet von den Schnitzfiguren Moses und Johannes dem Täufer. Hinter dem Schalldecke Gemälde der Auferstehung. Abschließend geprengter Giebel mit Himmelfahrt Christi im Medaillon. Spätgotischer oktogonaler Taufstein aus Porphyr mit Wappenschild, Anfang. 16. Jahrhundert. An der Saalnordseite Christusfigur, ursprünglich am Kanzelkorb. Mehrere in Öl gemalte Bildnisse von Pastoren des 17. und 18. Jahrhunderts. Orgel von Franz Emil Keller, 1892, mit dem Prospekt in wuchtigen Formen der Neurenaissance, klanglich verändert durch Schmeisser, 1953. Unter den Grabdenkmälern bemerkenswert das für einen Herrn von Arras, mit dem Verstorbenen in Rüstung an der Saalsüdseite, 2. Hälfte 16. Jahrhundert. Zwei weitere figürliche Grabdenkmäler an der Ostseite, durch die Emporenaufgänge verdeckt.